# Bituriges Cubes
Pour les articles homonymes, voir Bituriges.
Les Bituriges Cubes (en grec ancien Βιτούριγες οἱ Κοῦβοι / Bitoúriges oi Koũboi, en latin Bituriges Cubii) sont un peuple gaulois qui occupait un territoire de la Gaule centrale situé entre la Loire et le Massif central et faisait partie des peuples de Gaule Celtique. Leur capitale, Avaricon (latin Avaricum), du nom de la rivière Yèvre (Avara), se trouvait sur le site actuel de Bourges.
Durant la guerre des Gaules, ils sont membres de la confédération éduenne, en tant que clients des Éduens. Après la victoire romaine, ils deviennent une cité relevant de la province de Gaule Aquitaine. Le territoire biturige correspond alors approximativement à l'ancienne province du Berry.
Du nom des Bituriges dérivent les noms de cette province, le Berry, et de la ville de Bourges, ainsi que de leurs habitants, les Berrichons et les Berruyers.

## Étymologie
Le mot gaulois latinisé en « Bituriges » (au singulier « Biturix ») est composé de bitu, « monde » et rix, « roi » et signifie « les rois du monde ».

## Ethnogénèse
Tite-Live mentionne un roi biturige nommé Ambigatos. Ce roi, considéré aujourd’hui comme légendaire, serait à l’origine des invasions gauloises en Italie du Nord au Ve siècle,,. Ce texte présente des problèmes de chronologie, Tite-Live plaçant le règne d’Ambigatos sous Tarquin l'Ancien, vers 600 av. J.-C., soit près de deux siècles avant les invasions celtiques en Italie, qui ont lieu à partir d’environ 400 av. J.-C. Vu actuellement comme un mythe de fondation du peuple des Insubres, ce témoignage semble attester toutefois de l’ancienneté du peuple Biturige.
Deux thèses s'opposent actuellement sur l'origine des Bituriges : soit ils seraient issus de la basse Moselle et auraient migré vers le centre de la Gaule entre 650 et 600 av. J.-C.,, soit ils seraient issus d'une autre vague de migration, plus récente, sans plus de précision. La première thèse semble renforcée par des découvertes archéologiques faites à Bourges.
En effet, les fouilles réalisées dans le quartier Saint-Martin-des-Champs montrent qu’au Ve siècle av. J.-C., Bourges voit le développement d’une vaste agglomération proto-urbaine étendue sur plusieurs dizaines d’hectares, en contact étroit avec la Méditerranée via Marseille, le territoire de la culture de Golasecca, ou encore l'Étrurie padane.
Des tombes riches, comme le grand tumulus de Lazenay, manifestent la puissance de l’aristocratie biturige de ce temps. Outre ce dépôt mortuaire, un important gisement funéraire laténien ancien/A fouillé sur le site dit « de la route de Dun-sur-Auron » au sein même de l'actuelle Bourges, met en évidence le caractère intrinsèquement intime noué entre l'aristocratie locale et celle, bien plus lointaine, appartenant à la culture de Golasecca,,,,. Compte tenu de ces récentes découvertes archéologiques, le texte de Tite-Live selon lequel les Bituriges Cubi auraient encadré les premières migrations celtiques en Italie du Nord prend un nouveau relief. Les Bituriges pourraient ainsi être parmi les plus anciennes civitas constituées, et ce dès le Hallstatt Final. Les historiens et les archéologues s'accordent sur la puissance hégémonique biturige jusqu'au IIIe siècle av. J.-C., puisque leur chef « commandait la Confédération des nations »
.
Enfin, on attribue à l’action de César, l’installation des Bituriges Vivisques dans la région bordelaise. Il semble qu’avant cette date, les Bituriges Cubes et Vivisques ne formaient qu’une seule et même civitas, peut-être composée de deux pagi. Le territoire occupé par les Bituriges vivisques, selon Strabon, est celui dont César nous dit qu’il est désert et recherché par les Helvètes en -58.
On ignore en revanche à quel point les événements postérieurs — l'expansion de la culture laténienne, l'arrivée des peuples belges en Gaule, l'hégémonie arverne aux IIIe et IIe siècles av. J.-C. et la guerre des Cimbres — ont pu affecter l’ethnogenèse de la civitas des Bituriges. Le commerce, en particulier celui du vin romain et méditerranéen, a pu changer la donne économique et géopolitique, permettant à des peuples voisins, Arvernes, Éduens, Séquanes, de prendre l'ascendant sur les Bituriges.

## Histoire

Cartes de la Gaule et des peuplements gaulois, d'après César.
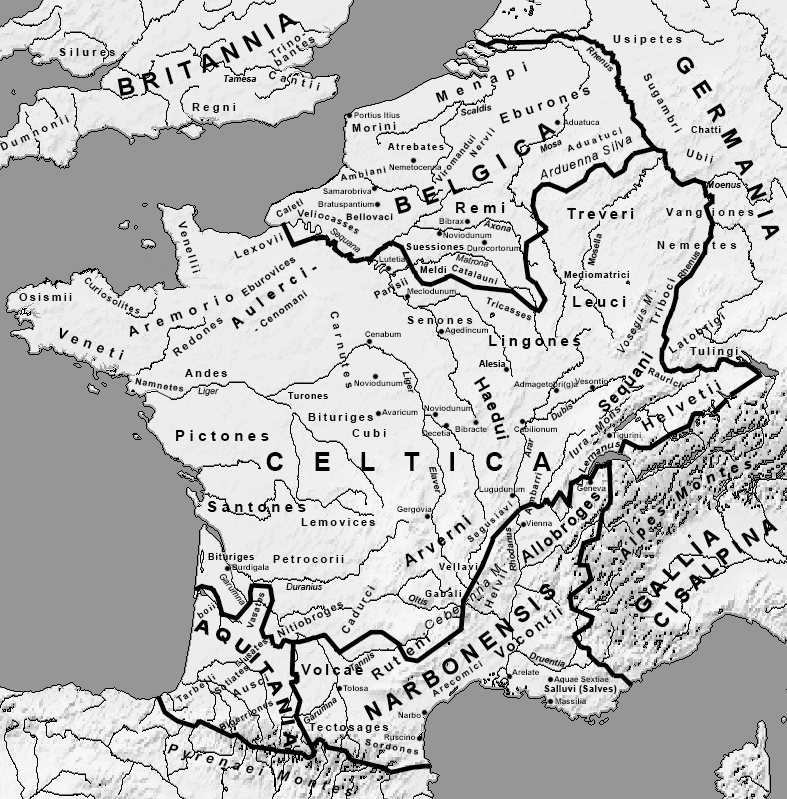
Les Bituriges Cubes au centre de la Gaule.
Idem.

### La difficile connaissance d'un peuple de la Protohistoire

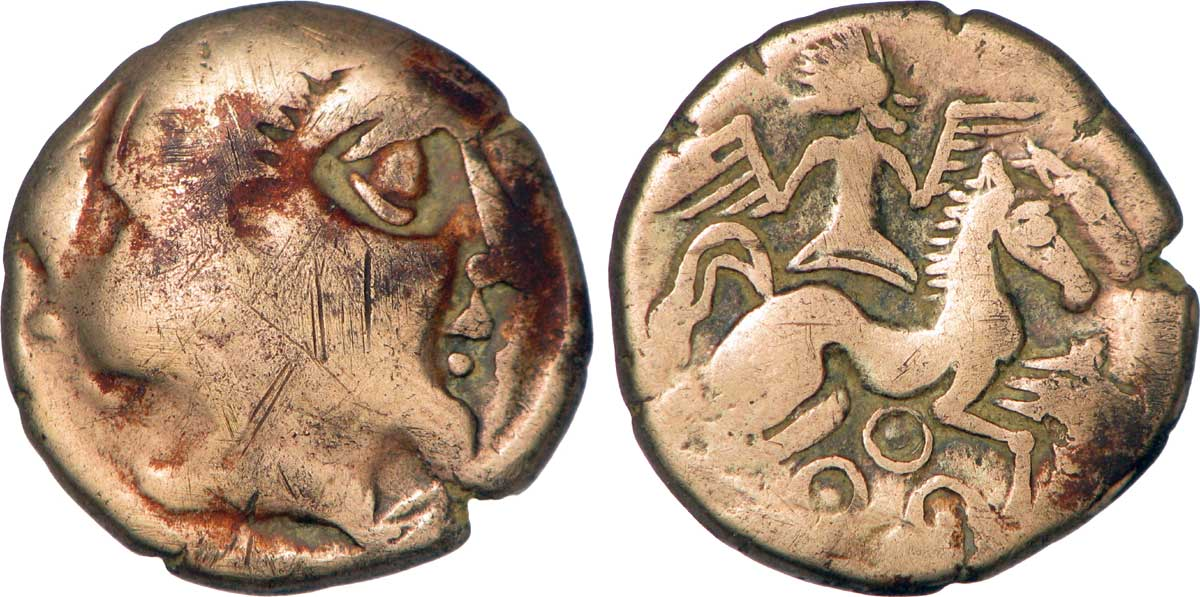
Statère à la victoire ailée frappé par les Bituriges Cubes. Date : c. 60-50 AC.

Les Bituriges, Cubes comme Vivisques, à l’instar de tous les peuples gaulois, n'ont pas laissé d’écrits susceptibles de retracer leur histoire. Nous sommes donc tributaires des œuvres latines et grecques. Avant Jules César, elles sont muettes sur le peuple des Bituriges et à peine plus loquaces après la conquête romaine de la Gaule.
C’est Tite-Live qui fait mention du temps le plus reculé, avec le passage concernant le roi Ambigatos. Il le place à l'époque du règne de Tarquin l'Ancien, soit au début du VIe siècle av. J.-C. Pour cette période, l’archéologie confirme, notamment à Avaricum, la puissance biturige. Mais cette citation pose problème car Tite-Live indique que les Bituriges seraient à l’initiative des invasions de l’Italie, qui, elles, ont lieu deux cents ans plus tard, dans le courant du IVe siècle av. J.-C., avec notamment l’épisode du sac de Rome par les troupes du sénon Brennos. Sous cet angle, une hypothèse peut être également formulée: les Bituriges auraient tenu un rôle déterminant dans l'ethnogenèse du peuple des Insubres en se mélangeant avec les populations de substrat celtique du territoire golaseccien, lesquelles s'y seraient préétablies essentiellement au cours des IXe, VIIIe et VIIe siècles av. J.-C.,,,,,.
Les données archéologiques telles que l'attestation d'habitats proto-urbains et de constructions funéraires de type celte datant des VIe et Ve siècles av. J.-C. sur les sites de Golasecca, Sesto Calende et Côme,,,,,, les éléments épigraphiques et ethnographiques,,,, et enfin les sources littéraires,, abondent dans ce sens et peuvent suggérer cette hypothèse.
Les Arvernes prennent ensuite, au IIe siècle av. J.-C. la prédominance politique. Il est probable que les Bituriges, leurs voisins du nord, en souffrent. Plusieurs raisons paraissent privilégier cette hypothèse. D'une part, la volonté de prééminence d'une civitas sur une vaste coalition est un concept pour ainsi dire inscrit dans la génétique culturelle des peuples gaulois. Elle est une pierre angulaire des institutions gauloises. Cependant, il n'y a pas systématiquement d'unanimité, certaines civitas pouvant se révéler opposantes et se liguer en confédérations antagonistes. Ces grandes lignes de direction politique, en Gaule Chevelue indépendante — jusqu'au Ier siècle av. J.-C. — sont définies et débattues lors d'assemblées régulières, lesquelles réunissent les leaders des différentes civitas, appelées concilium totius Galliae. En outre, les ressources économiques des Arvernes se sont accrues. À ce titre, il est un fait notable que leur territoire d'occupation a subi une forte extension au cours des IIIe et IIe siècles av. J.-C. Le peuple Arverne contrôle également les principales routes d'accès fluviales et/ou terriennes menant au sud de la Gaule et également à l'Italie romaine. Au IIe siècle av. J.-C., le prestige et le rayonnement des rois du monde se confinent à un passé légendaire. On les retrouve à la période historique comme clients des Éduens. Enfin, s'il n'est pas fait mention des Bituriges lors de l’invasion des Cimbres et des Teutons à la fin du IIe siècle av. J.-C., ils jouent un rôle important lors de la guerre des Gaules.

### L’entrée des Bituriges dans l’Histoire

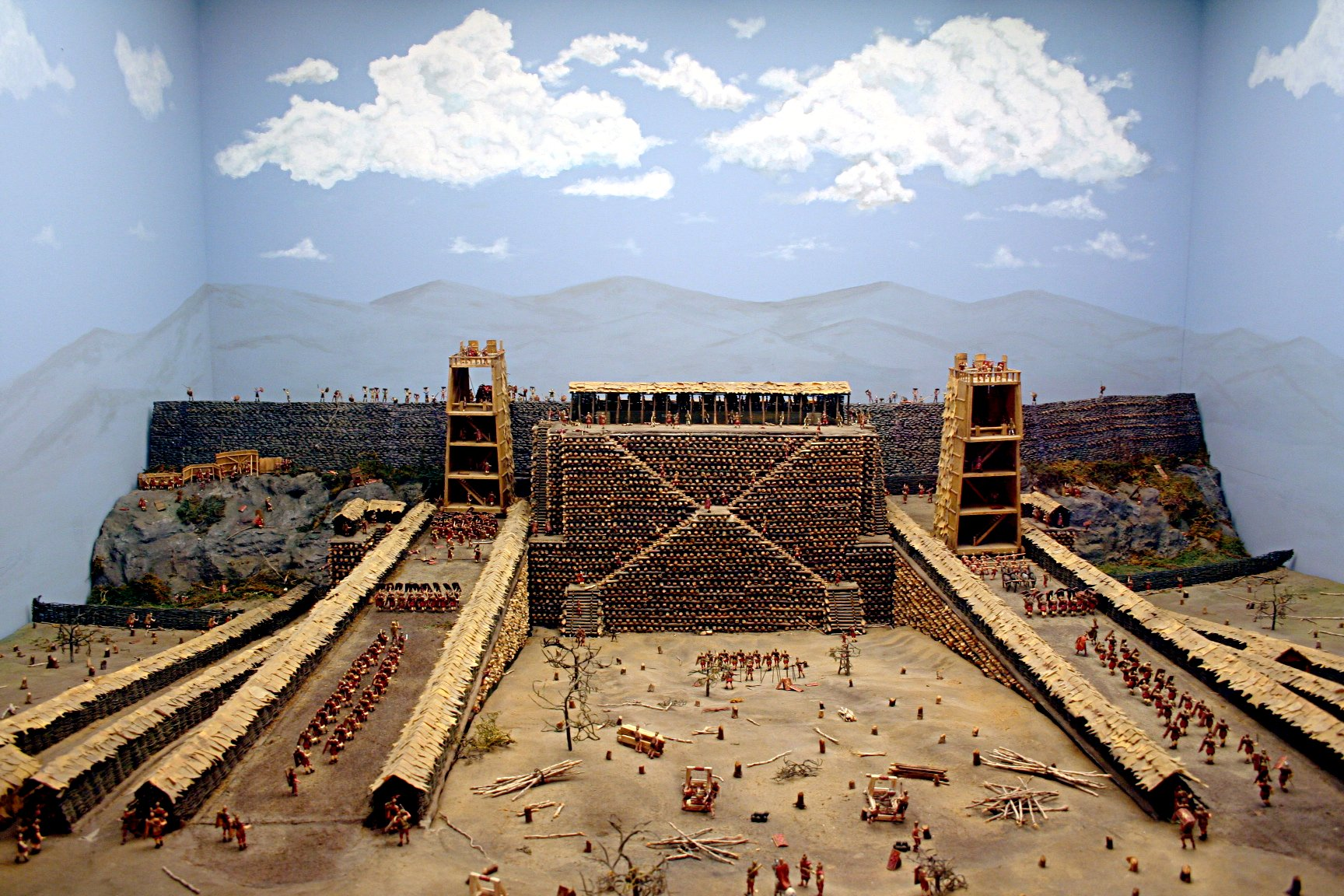
Reconstitution du siège de l'oppidum de Bourges/Avaricum par les troupes romaines de Jules César, en -52 avant J.-C..

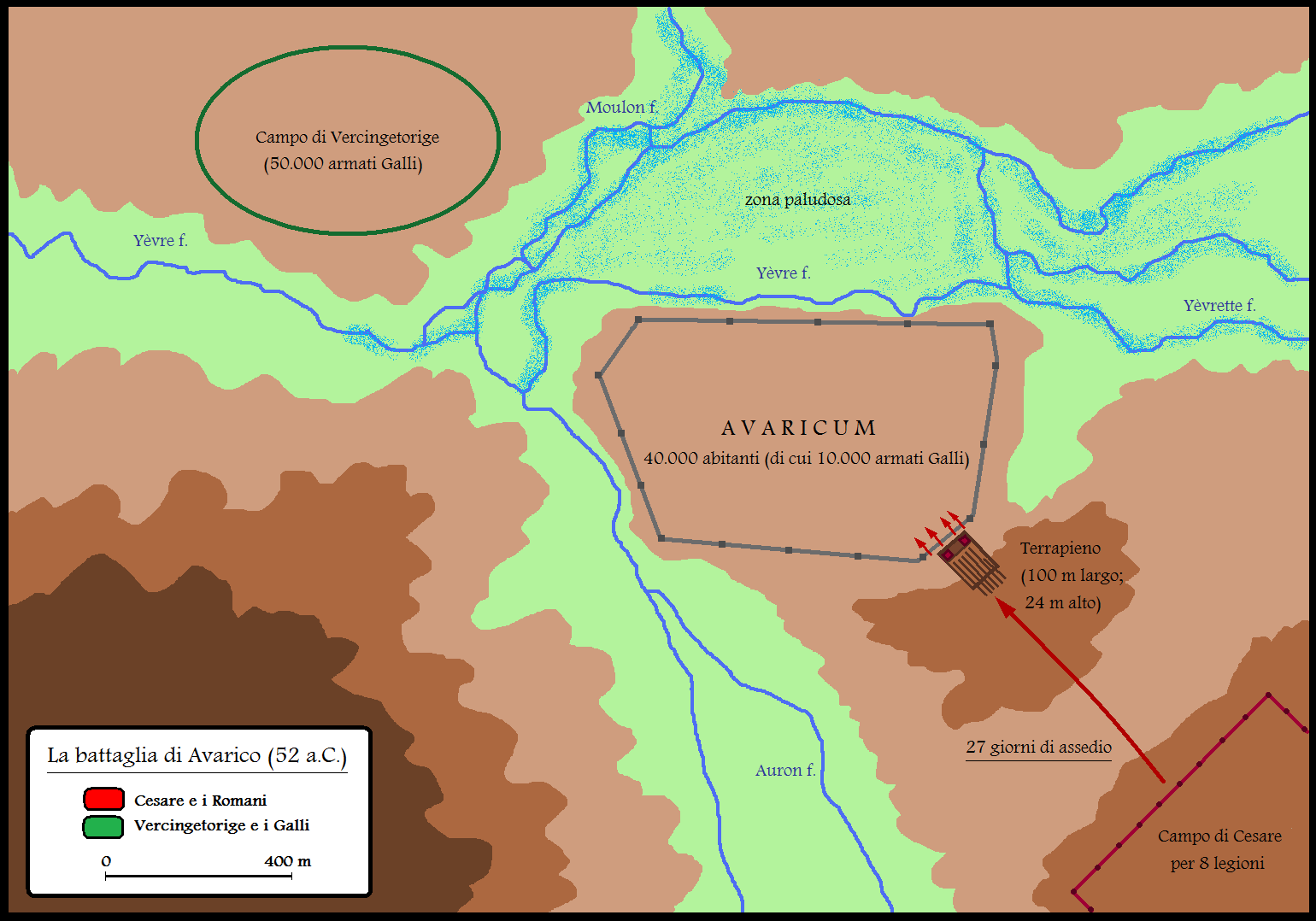
Carte schématique de la bataille d'Avaricum, en 52 avant J.-C..

Les commentaires de Jules César sont la seule source des événements de la guerre des Gaules. Il est le plus ancien auteur latin conservé à mentionner le peuple des Bituriges. Dans ses écrits, ils sont cités comme étant clients des Éduens. Ils sont donc membres de la Confédération des Eduens, et, en tant que tels, alliés des Romains, à qui ils fournissent probablement un soutien logistique.
En -52, ils participent à la révolte de Vercingétorix. Néanmoins, les conditions de leur ralliement sont troubles, le chef arverne devant les rejoindre avec son armée pour les convaincre de s'associer à la rébellion. Une bonne part des combats de l’année -52 se déroulent sur leur sol. Leur territoire est également victime de la politique de terre brûlée pratiquée par Vercingétorix, à l'exception d'Avaricum, leur capitale. Au terme du siège mené par César, la ville est pillée et la quasi-totalité de sa population est tuée, sans distinction d'âge ou de sexe. Selon César, seuls 800 guerriers réussissent à rejoindre, indemnes, l’armée gauloise.
En dépit de cette défaite, les Bituriges fournissent néanmoins 12 000 guerriers à l’armée destinée à rejoindre Vercingétorix à Alésia.

### Les Bituriges après la conquête romaine

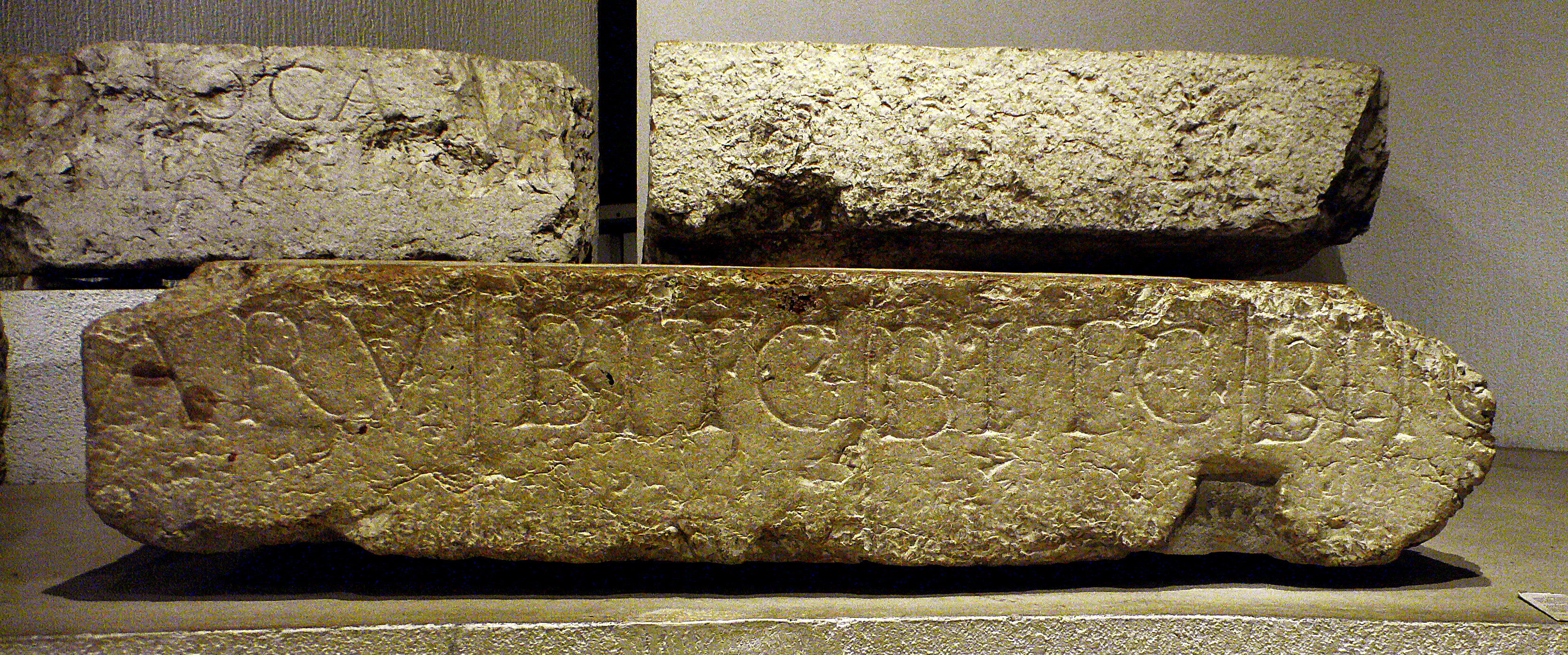
Gradin au nom des Arvernes et des Bituriges cubes,
Amphithéâtre des Trois Gaules de Lyon

En 51 av. J.-C., à la fin de la guerre des Gaules, les Bituriges sont toujours en guerre contre Jules César qui intervient rapidement, dès le mois de janvier, pour les soumettre.
Après leur soumission à César, ils sont attaqués par les Carnutes, leurs voisins du Nord, pour une raison que l’on ignore. Le consul interviendra, avec deux légions pour les protéger.
C’est probablement peu après ces évènements, et sans que la cause en soit parfaitement établie, que prend place la séparation entre les Bituriges Cubes et les Bituriges Vivisques, ces derniers migrant à l’embouchure de la Gironde pour y fonder Burdigala, la future ville de Bordeaux.
Après la guerre des Gaules, les Bituriges Cubes, dont la civitas est mentionnée par Pline l'Ancien comme étant libres, semblent ne pas être impliqués dans les révoltes successives qui troublent les Gaules, comme celle de Sacrovir en 21 ap. J.-C. Lors de la réorganisation de la Gaule sous Auguste, leur civitas est intégrée à la province de Gaule aquitaine, puis devient, sous Dioclétien, une partie de la province d’Aquitaine première. Ce dernier fait est confirmé au début du Ve siècle par la Notice des Gaules.

## Le territoire biturige cube

### Étendue et limites

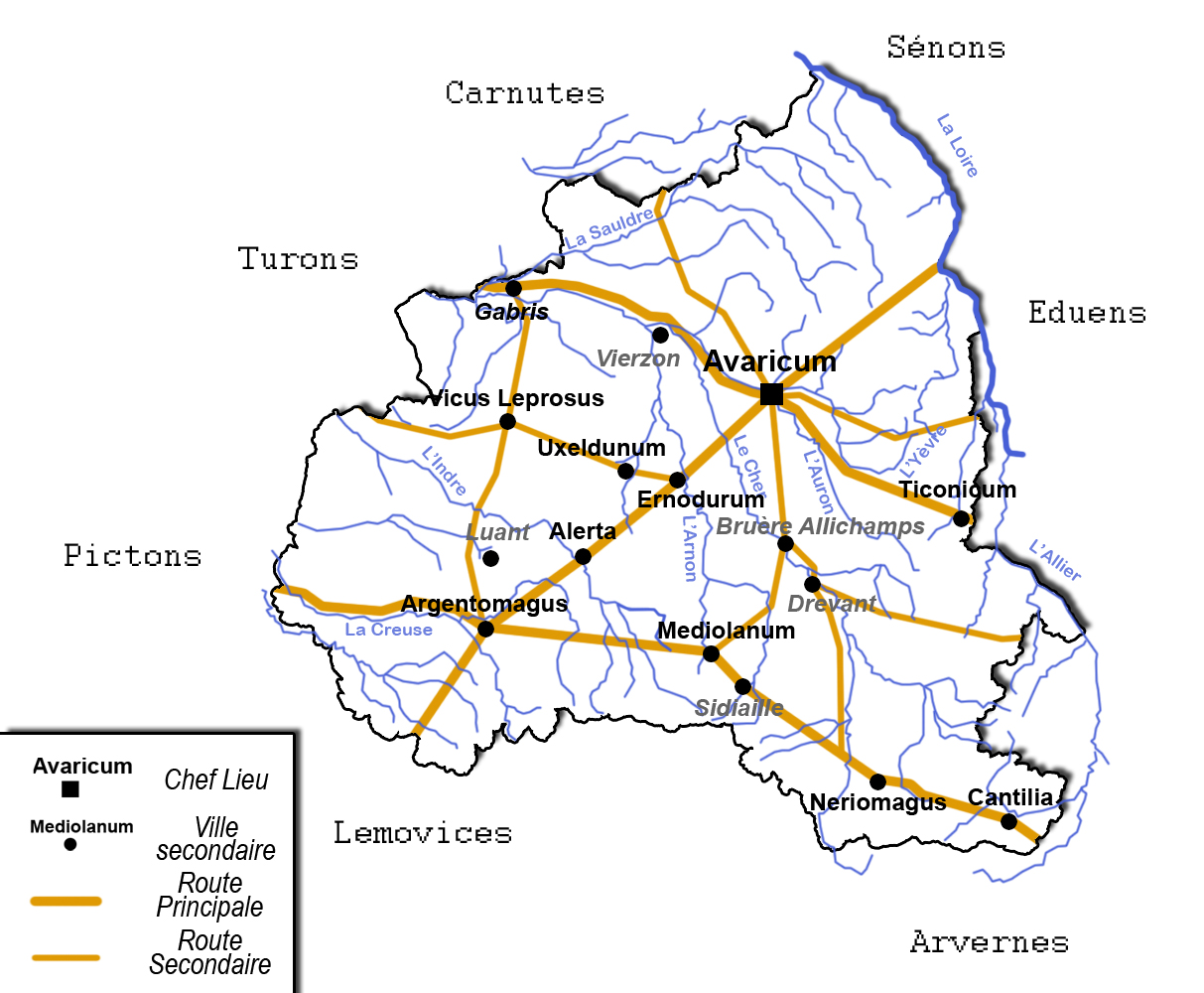
Le territoire des Bituriges Cubes

Le territoire des Bituriges Cubes couvrait les actuels départements du Cher et de l'Indre, ainsi que la partie ouest de l'Allier. Il affecte grossièrement la forme d’un triangle, centré sur le cours du Cher. Cette forme de la civitas gauloise vient de la domination par les Bituriges d'une importante part des réseaux hydrographiques de la Creuse, de l'Indre et du Cher. Le maillage urbain des oppida et/ou villes gallo-romaines bituriges témoignent de ce fait. Les trois pointes délimitant le territoire gaulois sont : l'oppidum de Murs (Indre), associé à l'oppidum de Rivarennes (Indre), au sud-ouest ; Neriomagus au sud-est; la partie septentrionale de l'oppidum de Sancerre, au nord. Ses frontières sont assez bien connues aujourd’hui. Les peuples voisins des Bituriges Cubes sont, à partir du nord et en tournant dans le sens horaire : les Carnutes, les Sénons, les Éduens, les Arvernes, les Lémovices, les Pictons et les Turones,.
La Loire les séparait des Sénons et, avec l'Allier, des Éduens, ces derniers ayant peut-être le contrôle d’une partie de la rive gauche, traditionnellement dévolue aux Bituriges. Venceslas Kruta pense que la rive gauche de la Loire et la région du Sancerrois, auraient appartenu aux Éduens et auraient ensuite été offertes au reste du contingent boien qui accompagnait les Helvètes lors de leur migration de 58 av. J.-C.. La position géographique du village d’Ygrande, dont le nom est basé sur le celtique « equoranda », va dans ce sens.
La frontière Nord, avec les Carnutes, est matérialisée par les « marais de Vierzon ». L’emplacement exact de cette frontière reste discuté, selon que l’on place Noviodunum à Neung-sur-Beuvron ou à Neuvy-sur-Barangeon. Dans ce dernier cas, la frontière pourrait avoir été sur le cours de la Sauldre. Venceslas Kruta place, lui, cette frontière sur la Loire.
Les Bituriges sont séparés des Turons par les marais de Brenne.
Les noms des communes d'Aigurande et d'Ingrandes, portent l'étymologie commune equoranda, et indiquent l'emplacement de frontières avec les Lémovices pour Aigurande et avec les Pictons pour Ingrandes.
La frontière des Bituriges avec les Arvernes passait entre Chantelle-la-vieille – aujourd'hui sur la commune de Monestier (Allier), vicus des Bituriges Cubes sous le nom de Cantilia, et l'actuelle ville de Bègues.
On constate par ailleurs que la position géographique des Bituriges Cubes les place à la charnière entre le complexe culturel atlantique et le complexe culturel Nord-Alpin. Située approximativement à l'intersection des axes médians longitudinaux et latidudinaux, la localisation centrale de la cité biturge lui confère un statut idéal de carrefour stratégique et d'échanges commerciaux entre ces deux grandes zones d'influence. D'autre part, le panorama archéologique de la période couvrant le hallstattien final/D jusqu'au laténien moyen B et C confirme le territoire biturige comme étant un nœud de convergence des contextes funéraires, artisanaux, sociaux et cultuels deux ensembles culturels atlantique et nord-alpin: celui-ci relève simultanément de l'un et de l'autre.

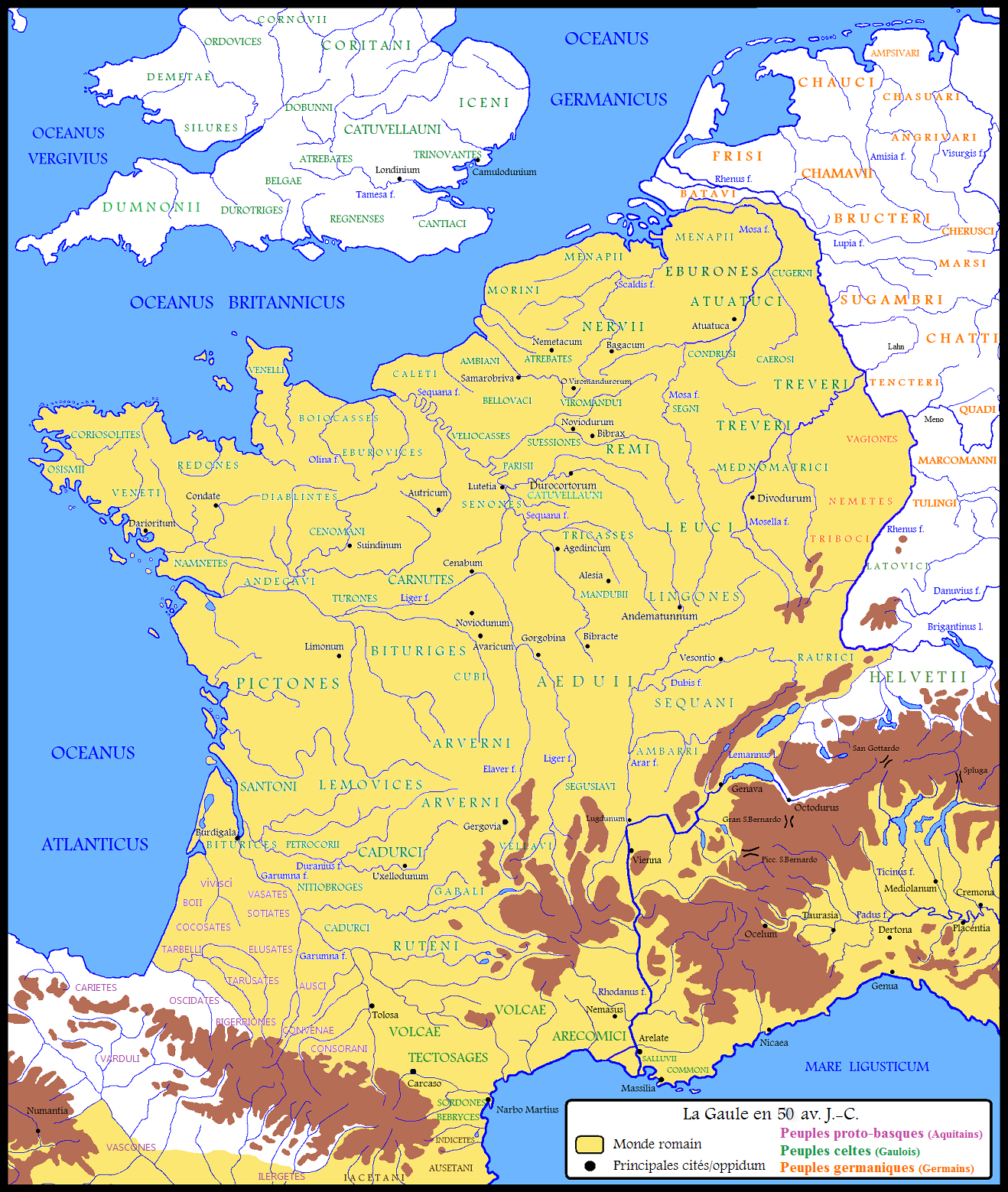
Carte de la Gaule. On peut y observer la position centrale du territoire des Bituriges Cubes.

### Organisation

#### Axes de communication

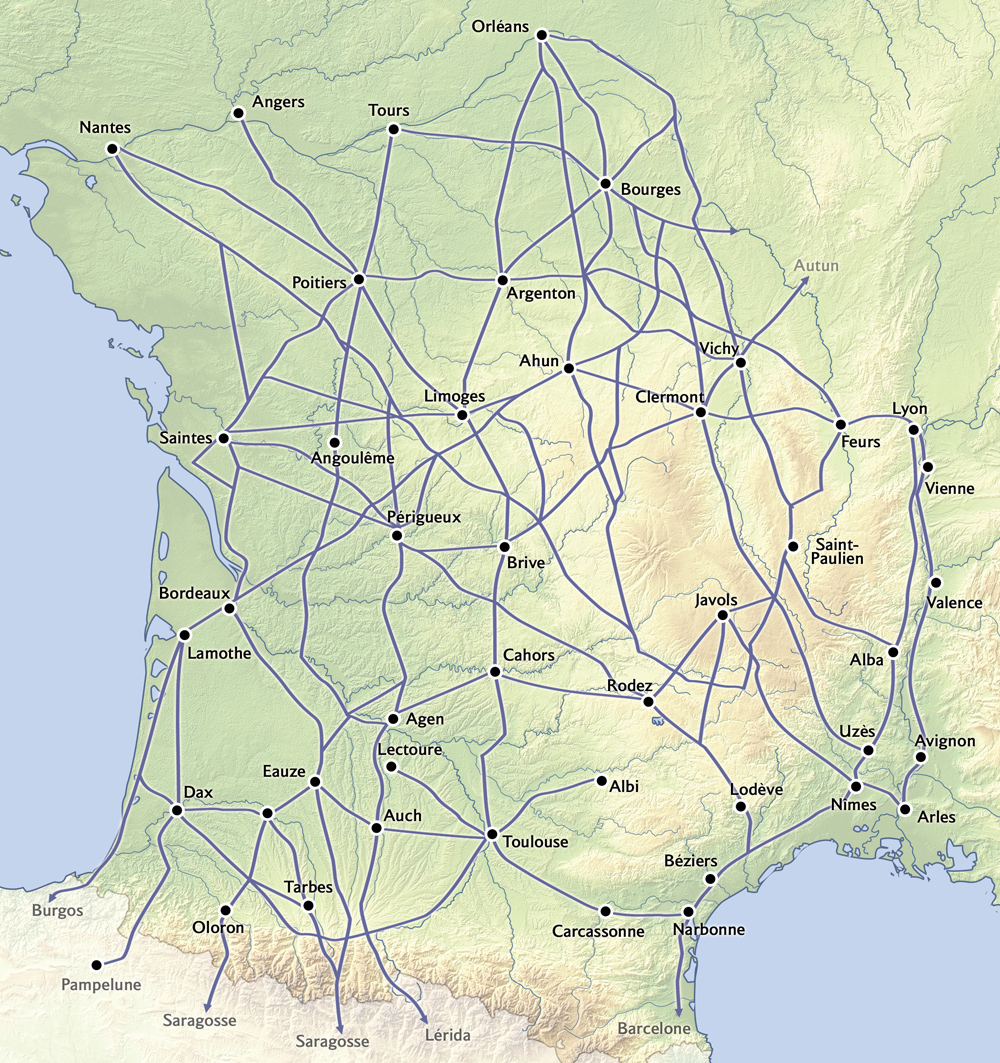
Carte des Voies romaines du Grand Sud-Ouest, s'appuyant sur les routes gauloises préexistentes.

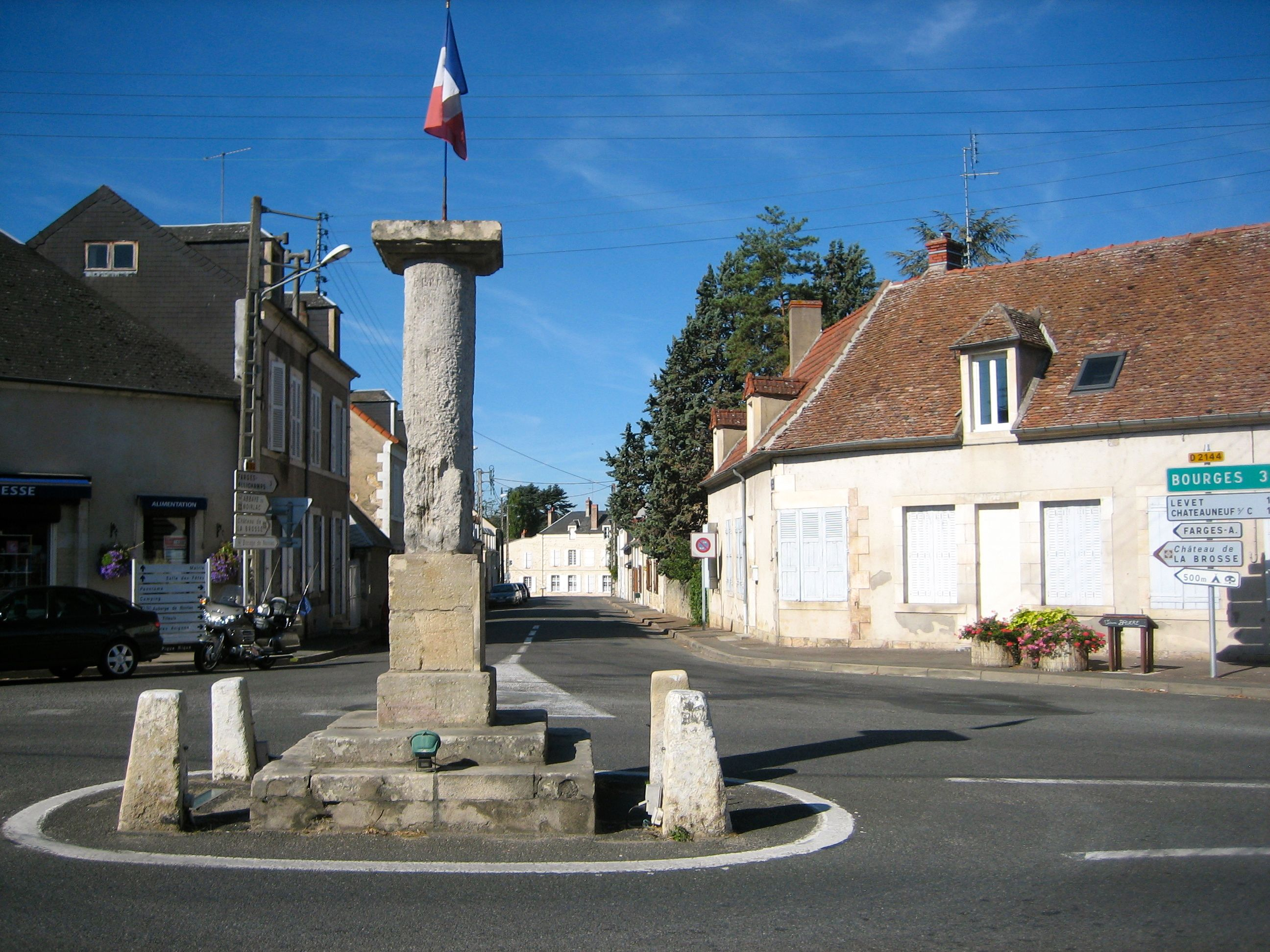
Borne milliaire de Bruère-Allichamps

Le territoire des Bituriges Cubes est traversé par plusieurs routes gauloises majeures. Celles-ci perdureront sous la forme de voies romaines. Plusieurs bornes milliaires correspondant à ces voies ont d'ailleurs été découvertes, comme celle de Bruère-Allichamps. Les principales routes, que l'on retrouve sur la Table de Peutinger et sur l'Itinéraire d'Antonin, sont, la route de Tours/Caesarodunum à Autun/Augustodunum, via Bourges/Avaricum, ou celle de Poitier/Lemonum à Clermont-Ferrand/Augustonemetum puis Lugdunum qui passe par Argentomagus, Mediolanum et Aquae Nerii. Les archéologues et historiens ont également retrouvé une bonne partie des routes secondaires. Dans ce réseau, reconstitué par les archéologues, 35 % restent encore incertains. En outre, fait notable, les routes d'acheminement bituriges mises au jour, sont régulièrement pourvues d'une teinte rouge/ocre. Cette pigmentation est le résultat de l'oxydation ferrique des résidus métallifères incorporés aux autres constituants des voies berrichonnes antiques.
La Civitas Biturige est irriguée par de nombreux cours d’eau : la Creuse, l’Indre ou le Cher et ses affluents. Ce dernier qui partage le territoire en deux parties de superficies équivalentes constitue une véritable colonne vertébrale. C'est à sa proximité ou à celle de ses affluents que les vestiges archéologiques gaulois les plus anciens sont trouvés. La capitale est située sur l’Yèvre. Les Bituriges utilisent aussi la voie fluviale pour faire du commerce, notamment en direction des Turons.
Par ailleurs, la Loire qui constitue pourtant une de leurs frontières n'est probablement pas placée sous leur contrôle. Le fret fluvial, en provenance des Carnutes ou en leur direction, est, plus vraisemblablement, géré par les Éduens.

#### Agglomérations
César cite une vingtaine de villes qui auraient brûlé peu avant le siège d’Avaricum, en application de la stratégie de la terre brûlée appliquée par Vercingétorix. Quelques-unes de ces villes ont été découvertes et identifiées, on dénombrerait à ce jour[Quand ?], une quinzaine d'oppida clairement attestées au sein du Berry parmi lesquelles :
- Avaricum : Bourges. Capitale des Bituriges Cubes, la forme gauloise de son nom était probablement Avaricon. Il proviendrait du nom gaulois de l'Yèvre et pourrait signifier « le port sur l'Avara ». Une première agglomération importante apparaît au VIe siècle av. J.-C. avant d'être abandonnée à la fin du Ve siècle av. J.-C. et le site sera réinvesti au IIe siècle av. J.-C.[43]. César l'assiège lors de la guerre des Gaules (-52), puis l’envahit, massacre ses habitants et la pille[44]. Il évoque à son sujet la technique de construction du murus gallicus, type de fortification dont elle aurait été ceinte. Avaricum se maintient à l'époque romaine et reste le chef-lieu de la cité.
- Noviodunum : également connue sous le nom de Noviodunum Biturigum, c'est l'autre ville biturige citée et assiégée par Jules César lors de l’épisode de la révolte de -52[45]. Son nom signifie « la nouvelle forteresse ». On la place généralement à Neung-sur-Beuvron, dans le Loir-et-Cher[N 9]. Toutefois cet emplacement est contesté, conséquence probable d'une confusion à la fois géographique et toponymique. En effet, un autre oppidum dénommé Noviodunum serait également attesté à Neuvy-sur-Barangeon, dans le département du Cher. Le terme noviodunum apparaît comme un toponyme très courant et, par ailleurs, les deux localités ne sont distantes que de quelques dizaines de kilomètres. Dans le cas ou le site de Neuvy-sur-Barangeon serait effectivement la Noviodunum des Bituriges alors le site de Neung-sur-Beuvron serait alors à attribuer aux Carnutes. L'oppidum Noviodunum Biturigum garde en effet la frontière nord avec ce peuple[33],[47].

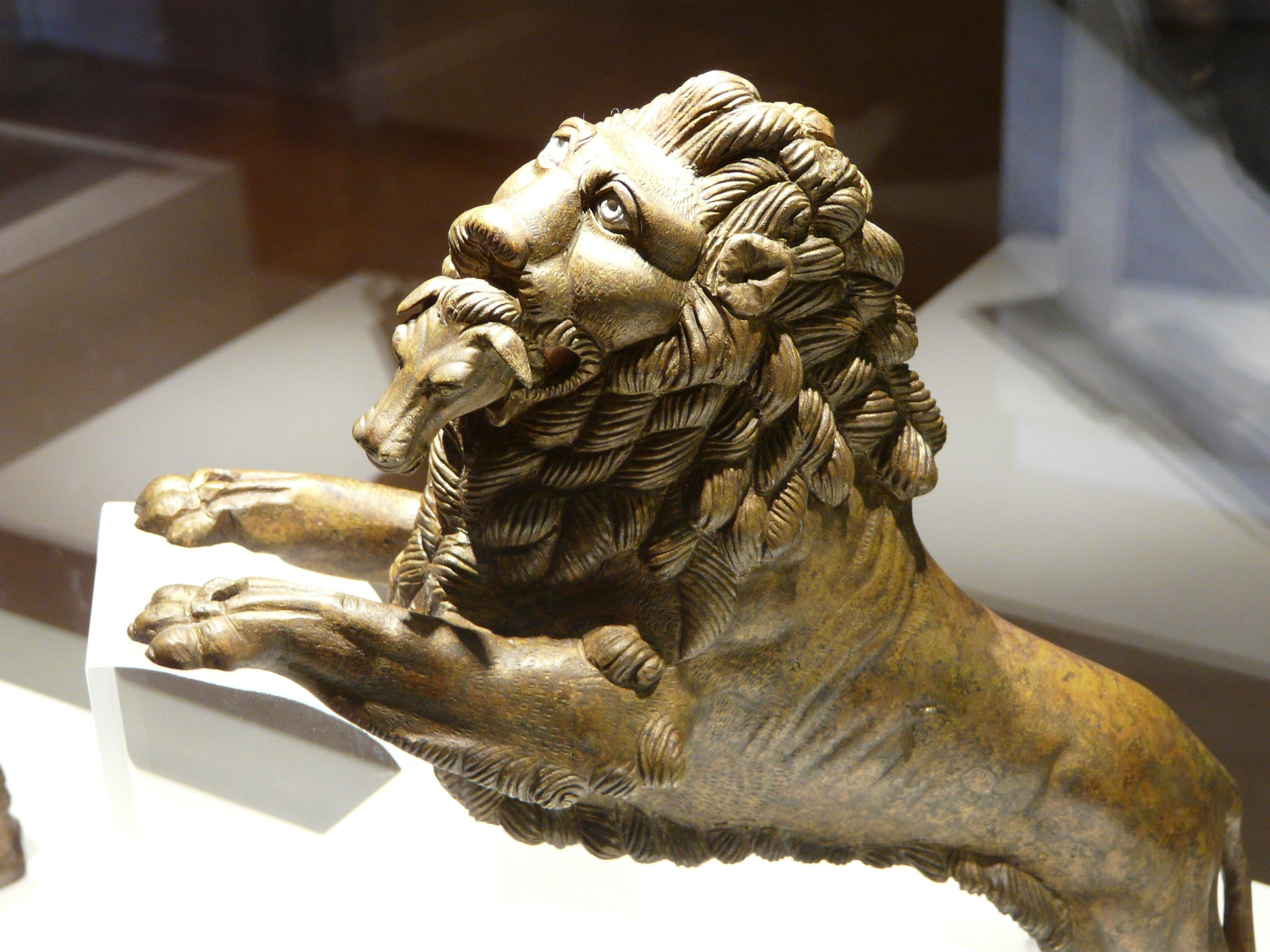
Lion en bronze mis au jour dans un puits gallo-romain de l'oppidum de Mediolanum/Châteaumeillant. Cette œuvre, accompagnée de près de 6000 autres objets, date du début du IIIe siècle ap. J.-C.

- Mediolanum : Châteaumeillant. Oppidum apparaissant sur la table de Peutinger, occupé à partir de la Tène C2 (-150 av J.C.). Son nom signifie « centre du territoire »[49]. L'oppidum se trouve sur la voie qui va de Lemonum, capitale des Pictons, à Augustonemetum, l'actuelle Clermont-Ferrand, chef-lieu des Arvernes.
- Neriomagus : Néris-les-Bains. Petit oppidum de 3 ha, qui deviendra après la conquête, la ville thermale d’Aquae Nerii, et passera à 200 ha[50]. Le lieu est mentionné sur la Table de Peutinger, en tant qu'étape sur la voie de Lemonum à Augustonemetum. Ville frontière avec les Arvernes, son nom, qui signifie « marché de Nérios », indique que la source thermale était dédiée à Nérios, Dieu mineur des sources.
- Argentomagus : le grand centre métallurgique biturige, à cheval sur les villages actuels d’Argenton-sur-Creuse et de Saint-Marcel. Son nom peut être traduit par « la plaine de l'argent » ou le « marché de l'argent ». Oppidum d'une trentaine d'hectares[51], Il a été fondé au Ier siècle av. J.-C. et connaît son apogée aux IIe et IIIe siècles de notre ère. Une importante fabrique d'armes y sera implantée au IVe siècle[32].
- L’oppidum de Cordes-Chatelois à Hérisson : son rempart monumental présente des traces d’incendie pouvant se rapporter à la guerre des Gaules et à l’épisode des villes brûlées de -52[52]. L’oppidum est sur la route de Bourges à Clermont-Ferrand et garde la frontière avec les Arvernes. Son nom antique est inconnu.
- L'oppidum de Murs (Indre), dans l'Indre, pourvu d'une superficie de 15 hectares et situé à la pointe occidentale de l'aire d'occupation biturige[32],[53].
- L'oppidum de Levroux, que l'on désigne également sous la dénomination de La colline des tours, localisée dans l'Indre. Cet oppidum possède une superficie de 20 hectares. Se plaçant dans la partie ouest de la cité biturige, l'oppidum apparaît comme étant un pôle dynamique, notablement au cours du Ier siècle av. J.-C.. À l'instar d'Avaricum, le site urbain antique se caractérise par la présence d'un murus gallicus formant son enceinte[32],[53].

Après la conquête romaine, le maillage urbain de la cité se développe et d'autres agglomération urbaines sont fondées parmi lesquelles :
- Ernodurum : Saint-Ambroix-sur-Arnon. Plus tardive que les sites urbains précédents, cette agglomération secondaire est fondée en 40 - 42 ap. J.-C., et apparaît sur l'itinéraire d'Antonin. La petite ville gallo-romaine connaît une expansion vers la fin du Ier siècle, puis un apogée de son rayonnement politique et économique à partir de la seconde moitié du IIe siècle. Cette dernière perdure pendant le IIIe siècle, avant de connaître un déclin significatif[54],[55].

### L'habitat

#### L'habitat urbain
La plupart des oppidums bituriges sont fondés au cours de la période de La Tène B et C, exception faite de l'oppidum de Bourges/Avaricum, qui apparaît au cours du VIIe siècle av. J.-C.,,.
Ces sites urbains antiques présentent une aire d'occupation variant entre 10 hectares et 40 hectares. Ils sont généralement implantés sur des hauteurs au sein du terroir,,.
Les oppida bituriges cubes sont fréquemment fortifiés. Jules César évoque un murus gallicus lors du siège d'Avaricum. L'oppidum de Chateaumeillant possédait aussi un murus gallicus. Celui-ci a servi ensuite, probablement lors de la guerre des Gaules, de base pour la construction d'un rempart de type "Fécamp", c'est-à-dire un talus massif doublé d'un puissant fossé de 40 mètres d'ouverture pour 3 mètres de profondeur. L'oppidum de Hérisson présente lui aussi un talus massif doublé d'un fossé, là aussi de 40 mètres d'ouverture. Le talus massif est construit autour d'un murus gallicus d'une conception particulière. Cette défense est renforcée par une seconde ligne de fortification.
On peut également observer que l'implantation d'une résidence de type princière amorce fréquemment la genèse d'un oppidum biturige.
Par ailleurs, le maillage urbain de la civitas offre une morphologie qui se conforme à celle de l'ensemble du monde celtique. La loi-espace — c'est-à-dire la distance entre chaque oppidum — est globalement respectée, cette dernière se situant aux alentours de 40 kilomètres.

#### L'habitat rural
Le corpus concernant l'habitat rural biturige se compose de plus de 1500 occurrences inventoriées et identifiées. Cet ensemble couvre une période allant du VIIIe siècle av. J.-C. au VIe siècle apr. J.-C..
Dès le Hallstatt final, le territoire biturige est occupé par un dense réseau d'habitats ruraux occupant essentiellement une large diagonale d'axe sud-ouest/nord-est. Cette géographie se modifie au cours de La Tène moyenne, en s'élargissant vers le nord-ouest et au sud-est du Berry, pour finalement atteindre une densité maximale au début de l'époque gallo-romaine.
Les fermes sont construites en bois et torchis. Au cours du temps, la pierre calcaire taillée, dont le Berry est richement pourvu, est de plus en plus employée au sein de maçonneries au cours du latènien moyen. Ce type d'habitat isolé demeure essentiellement lié à une petite production agricole ou une fonction artisanale. Après la conquête romaine, les vastes complexes agricoles sont fréquemment pourvus d'éléments maçonnés, et de fondations incorporant des blocs de pierre brute agencés avec des rondins de bois. Les murs porteurs présentent alors des assemblages de pierre calcaire et de mortier étayés au moyen de poteaux de bois.
Probablement en raison d'un développement précoce et intensif du secteur agricole biturige, le nombre de ces établissements d'exploitation des sols semble particulièrement élevé au sein du contexte géographique gaulois. Par ailleurs, on peut remarquer que les surfaces d'occupation des villae biturige témoignent d'une grande continuité. Les analyses stratigraphiques ont permis de déterminer que les implantations demeuraient en général stables, de la période laténienne, jusqu'au cœur de l'ère gallo-romaine.

### Ses ressources économiques
Le Berry est réputé riche en minerai de fer. Quatre sources antiques mentionnent la grande capacité industrielle des Bituriges en matière de métallurgie. César évoque leurs mines et Strabon, dans sa Géographie, mentionne des forges. Certaines ont été retrouvées et fouillées, comme l’atelier métallurgique d’Oulches, proche de l’oppidum d’Argentomagus. Un document officiel du bas-empire mentionne une fabrique d’armes, toujours à Argentomagus. Peuple manifestement industrieux, et qui a su tirer profit de son environnement, les Bituriges extraient aussi « une ocre de couleur très vive » à Saint-Georges-sur-la-Prée.
Les découvertes d'objets métallurgiques, travaillés par les bituriges, sont rares, mais elles attestent d'une grande qualité, au moins esthétique. Il en est ainsi du « trésor » funéraire découvert en 1886 à Châtillon-sur-Indre, datant de La Tène : 3 objets utilitaires en bronze, une patelle, une plaque ronde estampée et une œnochoé, ainsi qu'une épée courte anthropoïde en fer. Selon Alain Duval, cette épée est « une des plus belles du monde celtique ». Ces pièces sont conservées au musée Dobrée à Nantes.
En outre, Aulus Hirtius, complétant les écrits de César, qualifie le pays Biturige de « fertile ». Ce qualificatif repris par Pline l'Ancien laisse supposer une agriculture florissante, notamment dans la culture de céréales et l'élevage de porcs. Le contexte palynologique de l'âge du fer permet d'appréhender un terroir ayant subi un processus de déforestation nécessaire à une mise en place d'activités agricoles et pastorales rentables. D'autre part, une synthèse des études effectuées sur des résidus organiques indexés à l'époque hallstatto-latènienne vient accréditer l'existence d'une agriculture et d'un élevage correctement intégrés au sein du cadre d'occupation berrichon. Ce constat de développement agraire remarquable, s'inscrit au sein d'un environnement pédologique particulièrement propice. Les plaines alluviales, qui dessinent le territoire biturige, ont généré des terres lourdes. Ces derniers présentent généralement une composition riche, parfois un peu plus aride, mais sont cependant caractérisés par une nature neutre et stable,. Les cartes géographiques confrontant les données palyno-archéologiques et pédologiques, mettent en perspective que ces types de sols recouvrent environ 70 % de la surface berrichonne et sont indubitablement privilégiés des exploitants agricoles bituriges.
Le catalogue palyno-archéologique biturige a livré une très substantielle quantité de gisements, dont notamment des éléments céréaliers. Ces derniers ont été identifiés à Ruffec, Neuvy-Pailloux, Liniez, et Paulnay situés dans l'Indre. Ces types de restes végétaux ont également été attestés à Veurdre, dans le nord-ouest de l'Allier, ainsi qu'à Lazenay, dans l'agglomération de Bourges/Avaricum. Dans ce dernier cas, les taxons granulés ont été découverts incorporés dans un silo à grain.
Les dispositifs tels que le silo, permettant le stockage des granulés, apparaissent comme étant privilégiés à l'âge du fer. À contrario, sous l'époque gallo-romaine, les constructions destinées à l'emmagasinage en hauteur, tels que des granges, ou encore des infrastructures reposant sur des poteaux, semblent être nettement prééminentes Les Bituriges cultivent principalement l'orge qui constitue la base de leur alimentation, à l'instar de nombreux autres peuples antiques, comme les Grecs. Ils exploitent également des surfaces agraires de froment et l'amidonnier, mais aussi des essences de type légumineuses : notamment la lentille, la fève, le pois et la gesse, connues sur le territoire biturige dès le Hallstatt final/D. Toutefois, les analyses pédologiques confirment une prépondérance significative du secteur agricole céréalier.
Des vestiges d'éléments d'équipement agricole, tels que des lames de charrue, ou encore des houes qui ont été mis au jour dans le Berry, laissent supposer une maîtrise des techniques araires dès le premier âge du fer. Par ailleurs, les découvertes d'artéfacts d'outillage tels que des faucilles, mettent en évidence un haut niveau de savoir-faire dans le cadre des techniques de moisonnage, mais également celles de fanage, de récolte et de fourrage.
Le porc, consommé jeune, est l'autre base de leur alimentation.
En outre, et en sus de restes d'origine porcine, on a découvert des traces taxonomiques de type gallinomorphes, chevalines, bovines et caprines au sein de divers sites agricoles bituriges, comme c'est le cas dans villae située à Paulnay, dans le Cher. Par ailleurs, plusieurs édifices dévolus au parcage animal ont été attestés, tels qu'à Levroux, mais également à Celon, deux localités de l'Indre.
Les archéologues ont trouvé dans le Berry Biturige des traces possibles de viticulture. À Paulnay, dans le Cher, des restes taxonomiques de pépins de raisin ont été signalés. Néanmoins, après analyses, on a pu attester que ces derniers relevaient d'une essence de vigne sauvage. En revanche, on a retrouvé des traces de moult et des grains de raisin appartenant à une espèce viticole cultivée à Faverdines et datant de la fin du Ier siècle. Dans ce cas chronologique précis, plus remarquable, la thèse d'une production de vin biturige cubi à petite échelle, devient plus plausible.
La culture du chanvre et du lin sont attestées et permettent aux Bituriges de confectionner des tissus dont certains sont, semble-t-il, exportés.
Les mises au jour de vestiges d'infrastructures telles que des basilicae, contenant des taxons d'origine végétale et/ou animale, pourraient suggérer des lieux d'implantation destinés aux échanges commerciaux. Ces sortes d'appentis et d'entrepôts maraîchers, paraissent émailler le territoire biturige essentiellement au sein des centres urbains antiques et plus rarement en attenance de villae d'importance. Cet élément semble témoigner et appuyer le rôle de plaque tournante commerciale de la cité biturige.
Enfin, les importants axes de communications routiers et fluviaux du territoire favorisent l'implication du peuple Biturige dans les échanges commerciaux entre la façade atlantique et la province de Narbonnaise. Leurs salaisons de porc sont exportées jusqu'à Rome où elles jouissent d'une bonne renommée.

## Culture et société

### La statuaire

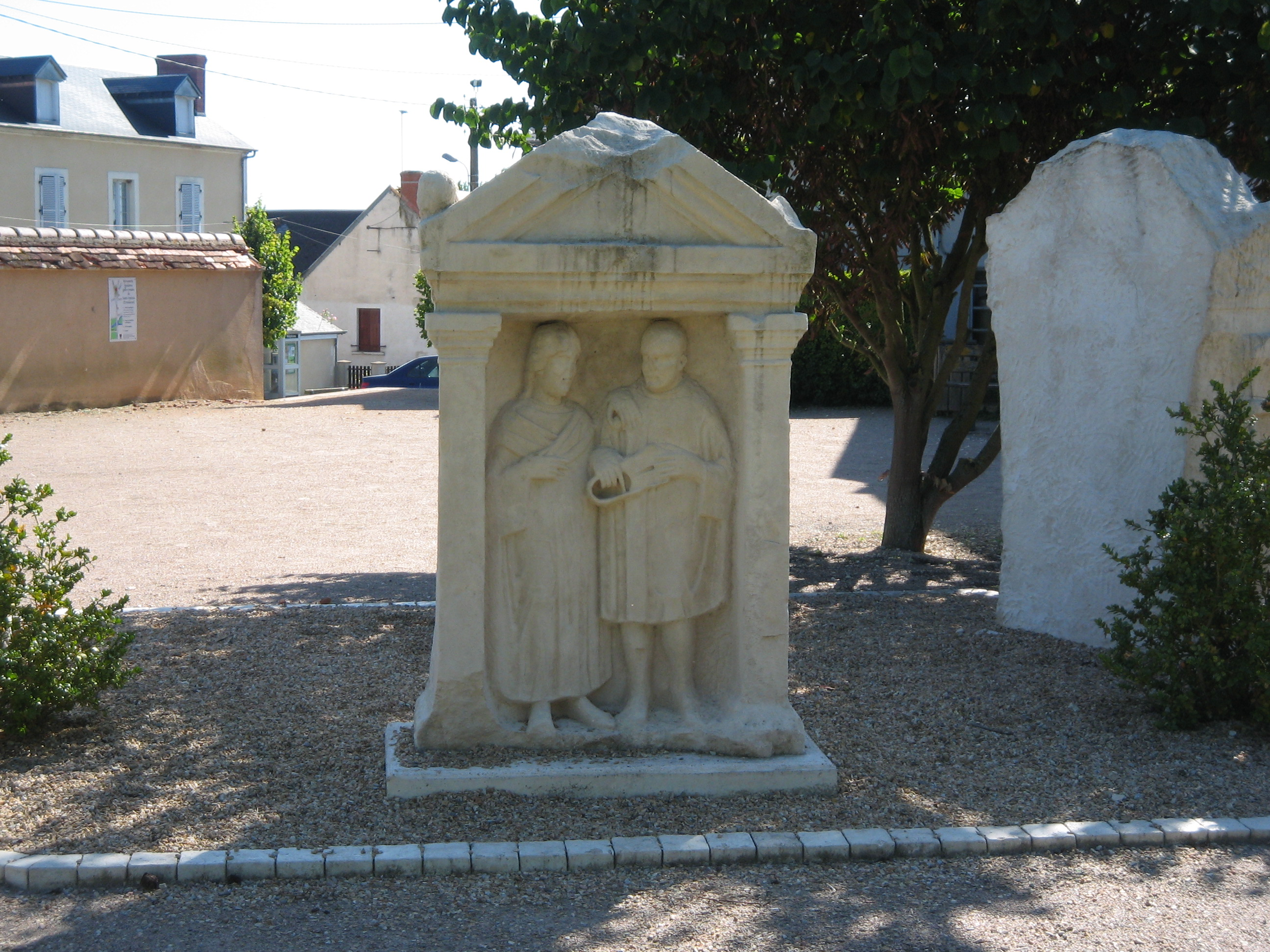
Stèle funéraire à fronton triangulaire mise au jour sur le site archéologique d'Ernodurum/Saint-Ambroix. Le bas-relief de la stèle représente un couple de paysans. L'œuvre date du début du IIIe siècle (période gallo-romaine du Haut-Empire). Elle est conservée au musée de Châteauroux, dans le département de l'Indre

La statuaire biturige découverte à ce jour[Quand ?] forme un ensemble cohérent et homogène, mais évolutif dans son cadre chronologique, celui-ci allant du VIe siècle av. J.-C., jusqu'au IIIe siècle ap. J.-C.
Le territoire berrichon nous fournit une documentation relativement succincte sur la statuaire de l'âge de fer. Factuellement, une seule et unique stèle datant approximativement du milieu du VIe siècle av. J.-C., a été mise au jour à la périphérie nord-ouest du site proto-urbain d'Avaricum au sein d'un contexte funéraire encore inconnu dans sa globalité.
Néanmoins, on possède une documentation archéologique plus riche concernant la période gallo-romaine. On a retrouvé sur le territoire des Bituriges cubes un certain nombre de statues gallo-romaines qui forment un ensemble homogène d’une douzaine d’éléments dont sept figurent dans une nécropole attenante à l'oppidum d'Argentomagus. Il s’agit de statues de personnages assis en tailleur, vraisemblablement des notables, aux jambes proportionnellement plus petites que le reste du corps et tenant souvent des objets symboliques. Elles sont datées des premier et second siècles de notre ère.
En particulier, la mise au jour d'une main de statue tend à démontrer que ces sculptures, quoique toutes de type gallo-romaines, soient issues d’une tradition plus ancienne et que ces dernières auraient actualisé. La présence d’un torque et la posture générale de la statue montre la survivance au premier siècle d’éléments de la tradition celtique.
Leur posture évoque certaines représentations divines, en particulier celles du dieu Cernunnos, sur le chaudron de Gundestrup par exemple, ou le Dieu de Bouray. Elle renvoie aussi aux statues de Roquepertuse ou d'Entremont.
À cette série de statues, vient en outre s'ajouter un deuxième ensemble, celui-ci plus tardif, d'une quarantaine de stèles taillées dans le calcaire et découvertes sur le site de l'oppidum gallo-romain d'Ernodurum dans le département du Cher. Ces dernières, datées de la première moitié du IIIe siècle, ont très probablement été manufacturées dans un atelier de sculpteur et également localisé à Ernodurum,.
Cette série de 41 sculptures funéraires sont pour la plupart dotées d'une remarquable précision et manifestent d'une excellente facture d'œuvre, quoique certaines présentent un aspect inachevé. Leurs hauteurs s'échelonnent entre approximativement 80 centimètres à près de 2 mètres. On constate qu'elles sont généralement associées à une urne funéraire et/ou un coffre mortuaire,.
En outre, leurs niches encadrées de deux pilastres sont ornées de bas-relief figurant un, voire deux ou trois personnages représentés de leur vivant, affectant des postures quotidiennes. Ces personnages sont fréquemment munis d'un élément représentatif de leur métier ou de leur fonction — par exemple un sylviculteur tenant une serpette —. Cependant, certaines scènes et personnages suggèrent et manifestent des filiations religieuses celtes et/ou romaines, mettant ainsi en exergue le constant rapport entre l'art funéraire et le fait religieux. Chaque stèle est surmontée d'un fronton de forme triangulaire, arrondie, ou encore présentant une concavité,.
Le corpus archéologique découvert sur le site gallo-romain d'Ernodurum, nous fournit une lecture éclairée sur les éléments culturels et hiérarchiques de la société Biturige du IIIe siècle. Celui-ci souligne également une mise en relief de l'interaction de la sphère funéraire avec celle des vivants,.

### Rites funéraires
Le matériel archéologique funéraire inventorié sur l'aire d'occupation Biturige est abondant, mais forme en revanche un ensemble hétérogène et complexe. Ce constat d'hétéroclicité est simultanément spatial et chronologique. Cependant, ce corpus funéraire semble induit par une logique historique, culturelle et sociale,,.

#### À l'âge du fer

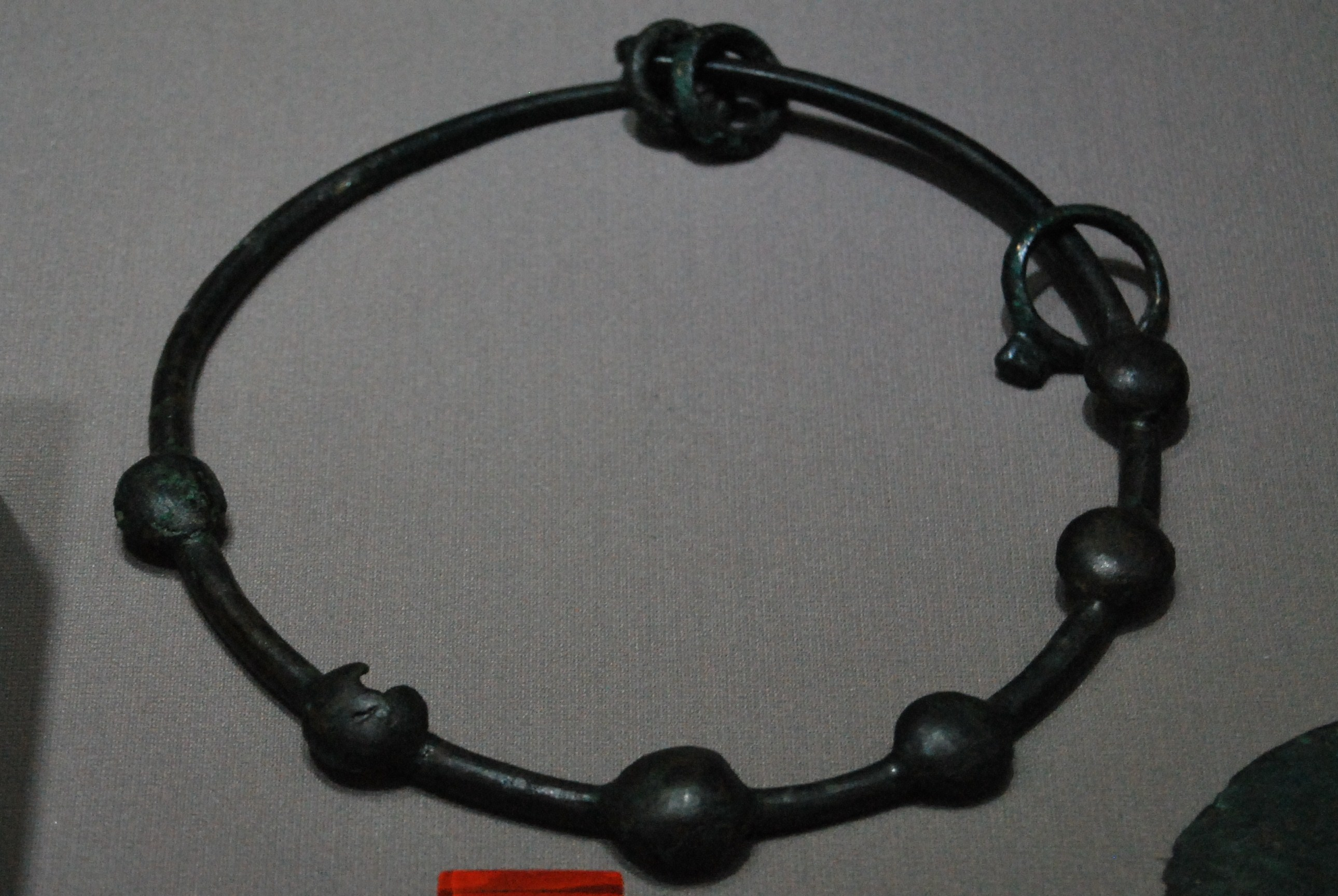
Torque ouvragé de bronze mis au jour à Coust, dans le département du Cher, arrondissement de Saint Amand Montrond. Cet artéfact a été découvert en contexte funéraire sous un tumulus de pierre. Il est daté aux environs de -580 av. J.-C.. Il est actuellement exposé au Musée du Berry.

La prospection archéologique sur le territoire biturige conclut à un résultat brut de 316 gisements funéraires que l'on peut indexer à l'âge du fer européen — début du VIIIe siècle av. J.-C., jusqu'au milieu du Ier siècle av. J.-C., soit la fin de la période de La Tène —.
Ce corpus comprend un ensemble de 184 tumulus — dont 113 non ajourés, 6 crémations et 65 mises en terre —. Environ les deux tiers des tumulus qui ont été mis au jour comportent un viatique matériel, tel que des fibules, des épées, ou encore des cistes à cordons — en particulier pour tumulus à incinération —. L'autre ensemble d'éléments funéraires est composé par des sépultures de typologies hétérogènes, dont:
- 11 crémations ;
- 31 mises en terre ;
- 14 à enceinte affectant une forme carrée ;
- 76 à enceinte affectant une forme de cercle[69].

À peine la moitié des sites funéraires de cet ensemble est pourvue d'un viatique.
Les tombes dites simples — non aristocratiques —, sont fréquemment le fruit d'une réutilisation de silos faisant office de dépôt d'armes ou de ressources alimentaires telles que des graminées, des produits carnés, ou encore des amphores de vin. Ils sont obtenus au moyen de poteaux de bois formant de larges trous circulaires dans une terre meuble. On appelle également ces procédés funéraire trous à poteaux. De nombreuses sépultures de ce type ont été attestées à Saint-Martin-des-Champs, dans certains quartiers de zone extra-urbaine à Bourges et à Levroux.
Les sépultures aristocratiques se définissent à la fois par l'ampleur de leur tumulus et par le biais de la composition de leur mobilier funéraire. La richesse de ces derniers s'exprime au travers de parures ouvragées d'or — telles celles mis au jour à Paudy —, de stamnos de bronze d'origine étrusque, de vaisselles de provenance méditerranéenne d'excellente facture, et d'un abondant volume numéraire de divers artéfacts. De ce corpus mortuaire des élites bituriges, l'exemple le plus frappant demeure cependant la sépulture à incinération découverte sur la route de Dun-sur-Auron, à Bourges/Avaricum. Le mobilier funéraire extrait de la tombe princière se compose notamment d'un stamos situlaire en bronze laminé et d'une œnochoé cinéraire tous deux d'origine étrusque, de parures féminines ouvragées en or et de pendeloques bronzifère l'ensemble est identifié comme appartenant à la civilisation de Golasecca, et également d'un imposant torque gravé. La composition de ce viatique remarquable et les indices qu'il fournit, pourraient suggérer qu'il s'agit d'un dépôt funéraire consacré à une femme d'origine nord-italique, épouse d'un aristocrate berruyer.
Quelques-unes des tombes de typologie aristocratique sont pourvues de pièces de char — tel que le grand tumulus fouillé sur le site de Lazenay —, voire un char dans son intégralité, comme l'atteste la sépulture découverte à Issoudun. Celles-ci ne sont pas sans rappeler les tombe de Vix en Bourgogne, ou encore la sépulture de Hochdorf indexées sur les mêmes périodes chronologiques — VIe siècle av. J.-C. et Ve siècle av. J.-C. —. L'existence de ces tombes dites à char au sein du Berry hallstattien et latènien rend compte de la nature intrinsèquement celtique des pratiques mortuaires bituriges et des relations privilégiées que la civitas entretient avec des territoires géographiquement distants,,,.
Par ailleurs, la physionomie funéraire biturige de l'âge du fer se distingue par un trait caractéristique qui lui est propre, lequel est induit par la topographie du territoire berrichon: les inhumations en milieu marécageux. Un nombre remarquable de ce type de dépôt mortuaire ont été découverts dans de l'Bourges/Avaricum, au sein de sols bourbeux enserrant le pôle urbain antique,.
Toutefois, ce mode de pratique funéraire semble régulièrement s'accompagner de dépôts de nature différenciée, tels que des objets ou artéfacts cultuels.
Prises dans leur ensemble, ces données nous fournissent deux indices essentiels sur les rituels mortuaires bituriges de l'âge de fer: le recours à l'érection de tumulus pierreux et à l'inhumation des défunts apparaissent privilégiés. Factuellement ce sont des traits caractéristiques des populations celtes du Hallstatt moyen. On peut conjecturer que ces deux indices sont attribuables à un processus de celtisation lié à l'installation, puis une monopolisation des bituriges sur le territoire berrichon,,,.
En tenant compte du contexte historique et du faciès archéologique des sépultures découvertes, on peut distinguer quatre phases remarquables.
- Période du Hallstatt moyen (D1-D2): -650 av. J.-C/-520 av. J.-C.

Cette période est marquée par l'implantation très probable des Bituriges sur le territoire berrichon. L'apparition des sépultures dites à torques marquent cette période. Ces dernières prennent un essor croissant au détriment des sépultures dites à épée. Ce changement dans la composition du mobilier funéraire est imputable au caractère celtisant de la population biturige se mêlant à la population autochtone préétablie. On observe par ailleurs que les tumulus de pierre remplacent progressivement les tertres de terre,.
Au regard de la documentation archéologique funéraire fournie par le contexte chronologique du Hallstatt moyen, on relève que les tombes affichent une opulence sensiblement plus importante. Factuellement, les artéfacts intra-funéraires manifestent d'un haut niveau artisanal, et sont presque exclusivement manufacturés de matières plus nobles, la plupart du temps métallifères telles que le fer ou parfois l'or et dans une moindre mesure l'ambre et le corail rouge. Ces artéfacts seraient en grande partie issus d'importations méditerranéennes et nord-alpines,,,.
En outre, on constate que les sépultures afférentes aux élites se voient féminisées de manière croissante,.
Concrètement et pour la période considérée, ces observations suggèrent d'une part que la société biturige possédait une économie florissante et intégrée à un commerce de niveau européen ; et d'autre part que la femme occupait une place privilégiée au sein de la hiérarchie, caractère intrinsèque de la culture des peuples celtes du Hallstatt moyen,,.
- Le Hallstatt final (D3) et La Tène A: -520 av. J.-C./ -420 av. J.-C.

Les gisements funéraires se concentrent essentiellement dans la zone médiane du territoire biturige, équidistants de Bourges/Avaricum d'environ 5 kilomètres. Cette seconde période semble empreinte de l'effet ordonnançant de la fondation du site proto-urbain. On remarque une continuité dans l'accroissement des tombes aristocratiques féminines. En outre, on peut constater un essor global du nombre de sépultures isolées, lesquelles présentent globalement une opulence significative, en regard de leur mobilier funéraire. Ces témoignages d'abondance sont généralement associés à des importations dont les volumes se sont accrus. Il est très probable que le peuple biturige cultive un réseau économique et d'alliance politique à l'échelon européen,,,,. Cet ensemble géographique correspond au cœur dynamique de l'aire de diffusion de la keltoï,,. Ces constats pourraient être imputables à l'hégémonie politique et économique des Bituriges au cours de cette période. Par ailleurs, ces éléments mettent en relief la structuration et la pérennité des rois du monde sur leur territoire d'implantation,,,,,.
- La période de La Tène B/C1: -420 av. J.-C./ -200 av. J.-C.

Un déclin significatif des tombes isolées au profit de regroupements funéraires, voire de nécropoles de petites tailles, est mis en évidence concernant cette époque. D'autre part, on peut noter que les gisements funéraires mis au jour sont en majorité spatialement répartis à l'est et au sud de la cité berrichonne. Ceci peut être mis en relation avec l'émergence de contre-pouvoirs au sein même de la civitas biturige. À ce titre, il faut souligner que c'est au cours de cette période que se constituent des oppidums de statuts notables tels que Médiolanum ou encore Nériodunum, respectivement localisés sur les zones méridionales et orientales du territoire berrichon,.
Enfin, le mobilier funéraire ajouré présente un panorama notablement moins riche et abondant. Il se caractérise en outre par un reflux patent des produits d'importations. Pour autant, ces derniers demeurent majoritairement méditerranéens et nord-alpins.
Ce dernier point permet de prendre en considération un très probable appauvrissement de la société biturige de la période laténienne moyenne et une diminution notable de son implication commerciale à l'échelon du réseau européen. Ce postulat pourrait être attribuable aux manifestations de prééminence des Éduens et des Arvernes, au cours du IIIe siècle av. J.-C.,.
- La Tène final: -200 av. J.-C./-50 av. J.C.

On remarque une résurgence des rituels d'incinération des défunts. Cette ère chronologique est également empreinte d'un retrait progressif du recours à l'édification de tumulus au profit de tombes plates. En outre, les sépultures dites à épée sont plus abondantes. Mécaniquement, les sépultures à torque, opposent une récession. Enfin, la féminisation des tombes aristocratiques ne semble pas se pérenniser : les sites funéraires riches dont le viatique comporte des parures et/ou des anneaux de cheville observent une nette diminution. En contrepoint, on objecte une raréfaction numéraire des sépultures, qu'elles soient de type aristocratique ou simple.
Au travers de ces éléments, il nous est suggéré que la société biturige de la période laténienne finale est l'objet de transformations profondes. Celle-ci semble éclatée. Il est très probable que les strates hiérarchiques soient monopolisées par des leaderships claniques, lesquels présenteraient de surcroît une typologie de genre masculine. Par ailleurs, on peut formuler l'hypothèse d'une continuité de l'affaiblissement commercial et géopolitique du peuple biturige sur la scène de la gaule et de l'Europe occidentale et centrale, au profit des hégémoniques de ses voisins directs — notamment les Éduens et les Arvernes —.
Pour conclure, il est possible d'imputer ces observations à une baisse démographique prononcée. Toutefois, on objecte une indétermination de causes directes et précises liées ce solde naturel négatif,,,,.

#### À l'époque gallo-romaine
Trois traits remarquables caractérisent cette période dans l'évolution de la sphère funéraire biturige. On observe un amenuisement des sites mortuaires isolés au profit de nécropoles plus nombreuses et plus vastes. D'autre part, on constate un déclin significatif des inhumations, contribuant par effet de vases communicants à un essor des rites funéraires de typologie cinéraire. Enfin, on peut objectiver une continuité dans l'implantation géographique des sites funéraires: ces derniers demeurent en périphérie des zones d'habitats urbains et/ou des oppidums. Ce troisième élément caractéristique apparaît, à contrario des deux premiers, un phénomène propre à la population biturige et la distingue de ces contemporains gallo-romains,.
Cependant, l'influence romaine par le biais de la conquête de la Gaule est clairement définie au sein de l'environnement funéraire: les rites cinéraires et les regroupements funéraires en nécropoles, impriment un tournant déterminant. En revanche, il serait inexacte de postuler à un phénomène d'acculturation de la société biturige gallo-romaine. Cette dernière cultive des rapports à la mort spécifiques au cours des trois premiers siècles de notre ère. Sous l'angle des données observées, un processus d'incorporation apparaît bien plus justifié et pertinent.
D'autre part, on assiste également à une pérénisation des tombes dites à coffre, rite funéraire essentiellement observé dans le sud du Berry, celui-ci trouve son origine chez les Lémovices, lesquelles sont systématiquement isolées en zone rurale.
Pour conclure, quoique plus rares, les inhumations associées à un mobilier funéraire attestant du degré social du défunt, trouvent une continuité indéniable durant l'époque gallo-romaine, démontrant ainsi une légitimité des traditions ancestrales bituriges.

### Religion

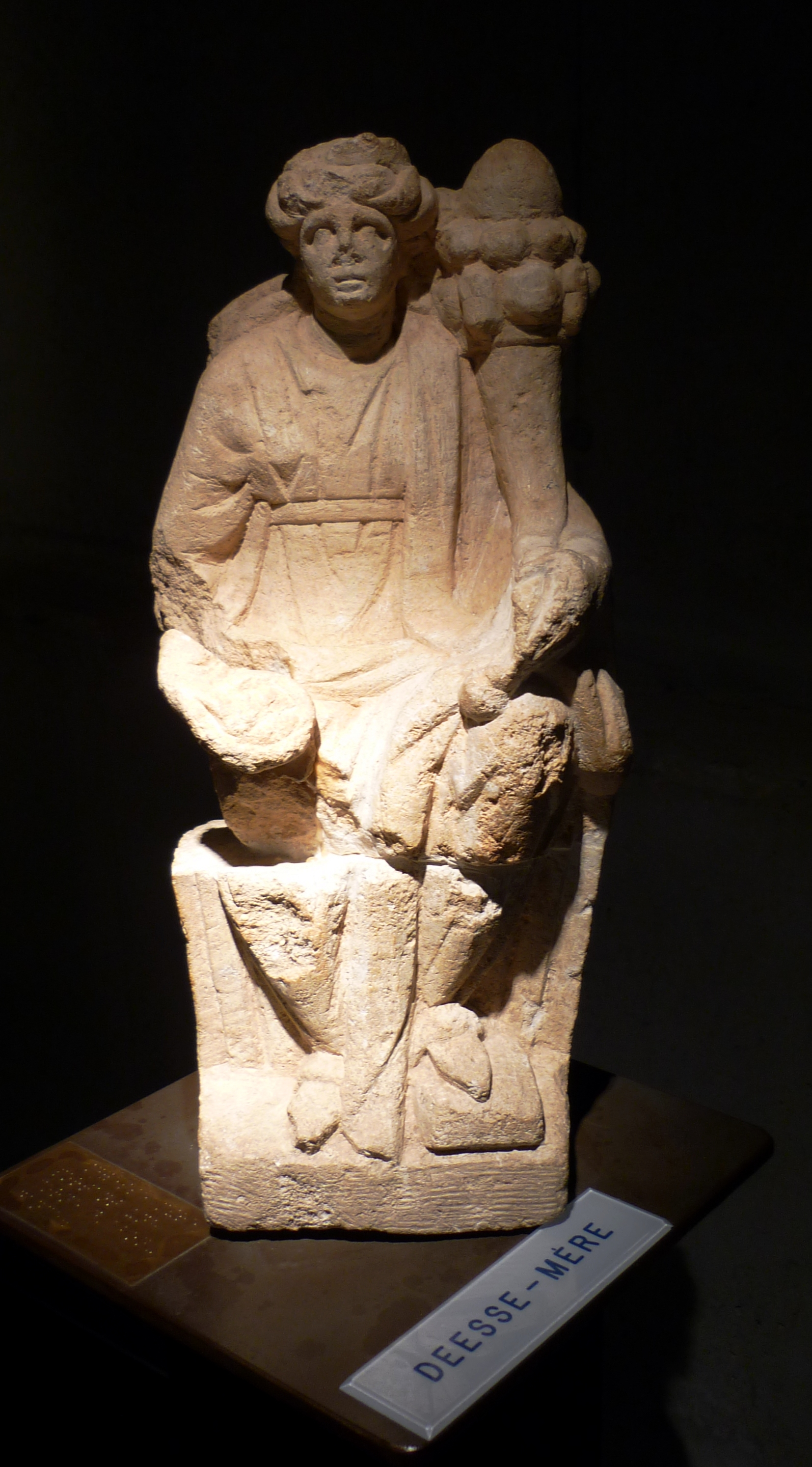
Statue représentant une Déesse mère. Cette œuvre façonnée en pierre calcaire oolithique et pourvue d'une hauteur d'environ 42 centimètres, est assignée à l'époque gallo-romaine. On peut observer que le personnage divin porte une corne d'abondance, symbole le caractérisant. On peut également remarquer que la divinité tient une patère dans sa main droite, élément qui pourrait évoquer une incarnation de la Déesse mère Épona. Cette sculpture votive est actuellement exposée au Musée archéologique de Saint-Marcel/Argentomagus, dans le département de l'Indre.

En réponse aux pratiques funéraires des bituriges, la sphère religieuse de ces derniers est implicitement gravée par les événements historiques et propose de nombreuses nuances. Celle-ci réfracte également les mutations sociologiques d'un peuple porteur de spécificités propres, mais procède tout autant d'assimilations extra-ethniques et/ ou extra-territoriales.

#### La représentation des divinités gauloises sur le territoire biturige
À l'instar des autres peuples gaulois, les bituriges n'édifiaient que rarement de stèles votives faisant hommage aux personnages de leur panthéon. En témoigne le faible taux numéraire de statuaires cultuelles mis au jour au sein du Berry.
Des iconographies et/ou épigraphies de trois divinités gauloises majeures telles que Teutatès, Ésus, ou encore Bélénos se trouvent totalement absentes du territoire biturige. En revanche, on peut constater l'existence de quelques représentations de Cernunnos et d'Épona, la déesse associée à un équidé. Néanmoins, il convient de nuancer ce constat. Celles-ci ne sont respectivement attestées que dans la partie occidentale et méridionale du berry.
À ces divinités récursives, il faut ajouter des déités mineures liées à la topographie du Berry. Par le biais d'inscriptions mises au jour, on observe ainsi un culte voué à Nérius, dieu des cours d'eau, sur le site toponyme de Néris-les-Bains. Dans cette même optique, on constate également un syncrétisme dévolu au dieu des sources Borvo, à Bourbon-l'Archambault dans la région du Bourbonnais berrichon.
En outre, on peut souligner la présence de dédicaces votives en hommage à un grand nombre de personnages divins dont les attributions sont inconnues. On peut notamment évoquer : Adacrius, Etnosus, Isosa, Magalos, Mavidia, Sirona, Solimara, Soucona et Subremi. Ces derniers sont attestés uniquement dans la Champagne du territoire biturige.
Enfin des épigraphies formées d'un nom de dieu romain apposé d'un adjectif de racine gauloise ont été recensées à Bourges/ Avaricum, telles que : Mars Rigisamus ; Mars Mogetius ; ou encore Apollon Bassoledulitanus.

#### Romanisation
Les éléments constituant le panthéon religieux biturige, durant La Tène finale et la période gallo-romaine, se présentent de manière classique, en regard de ceux de l'ensemble de la Gaule. La globalité des figures panthéoniques romaines majeures sont attestées sur la totalité du territoire berrichon. Celles-ci se matérialisent sous forme de dédicaces épigraphiques et/ ou sculptures religieuses. Ces divinités sont pour la plupart plus ou moins celtisées, témoignant ainsi d'un phénomène d'appropriation et d'assimilation de la part de la société biturige. Ces gisements archéologiques sont essentiellement concentrés sur la région d'Avaricum. De ce matériel archéologique votif, on relèvera cependant deux particularités locales:
- une prévalence incontestable du culte voué à Mercure ;
- un syncrétisme de type impérial, ayant pour substrat un mythe de personnification de l'Empereur romain Auguste. Ultérieurement, cette religion impériale s'épanouit à l'ensemble des personnalités augustéennes, ainsi qu'à leur parenté. À ce titre, on peut observer une épigraphie sur le site d'Avaricum rendant hommage à Julia Drusilla, sœur de Caligula et fille de Germanicus. En outre, Berry antique nous a révélé 23 dédicaces de type augustéenne[N 32], parfois associées à un théonyme de type gaulois ou romain[75].

#### Les temples
Le territoire biturige nous offre un panorama d'édifices cultuels dont la typologie architecturale largement celtique. Les constructions religieuses présentent pour la plupart un tracé carré d'axe centré, dont les mensurations correspondent globalement aux standards architecturaux gaulois. Ces sanctuaires se concentrent notamment dans le centre et la frange orientale du territoire biturige. On peut noter que l'implantation de ces derniers n'est pas aléatoire: elle est généralement induite par la proximité d'une voie fluviale ou terrestre.
Quoique la représentation de sanctuaires celtes soit significativement fournie, les cultes auxquels ils sont dévolus ne se trouvent pas clairement identifiés. En définitive, les gisements archéologiques qui ont été rarement mis au jour in situ de ces temples, tels que de petites statuettes façonnées en terre cuite; des denrées et des dons matériels propitiatoires; des restes sacrificiels animaliers, voire quelques-fois humains. La quasi-absence de ces éléments dans la plupart des édifices cultuels recensés, ne permettent pas en la sorte de déterminer à quelle divinité ceux-ci sont destinés,.
Toutefois, on peut noter deux cas attestant de la présence d'ex-voto : le premier sur le site du temple de Déols, dans l'Indre; le second au sein du sanctuaire de Levet, dans le Cher champenois. Cependant, y compris au travers de ces deux exemples, les données demeurent insuffisantes pour définir et préciser la terminologie exacte de chacun des cultes,.
En revanche, on peut souligner une unique dérogation à cette carence d'indices. Le temple d'Argentomagus présente une abondance d'éléments archéologiques. Celui-ci est également pourvu d'une cella comportant des épigraphies rendant hommage à Mercure, Cernunnos et à Cybèle. Seul ce cas précis enjoint d'apposer un déterminant indéniable échouant au sanctuaire.
Compte-tenu des contextes d'emplacements géographiques des édifices religieux bituriges, et de l'absence patente voire intentionnelle de doter une réelle identité quant à leurs valeurs symboliques, il est possible de formuler l'hypothèse que ces derniers faisaient office de balises territoriales. Ils auraient ainsi mis en relief les points névralgiques de l'aire d'occupation biturige, c'est-à-dire les frontières ainsi que les sites économiquement et politiquement stratégiques.
Enfin, on peut dégager de la totalité de ces sanctuaires, un sous-ensemble remarquable de constructions votives associées à des édifices de nature purement culturelle, tels que des théâtres. Ces complexes architecturaux simultanément religieux et culturels se dispersent sur les franges du territoire berrichon, mais également à Argentomagus/Saint-Marcel et Aquae Neris/Néris-les-Bains. Les fouilles archéologiques menées sur ces deux derniers sites, ont permis de relever la présence de places dédiées aux officiants religieux — également dénommées caveas — au sein même des tribunes théâtrales. Ce constat conforte les rapports étroits qui existaient entre la sphère religieuse biturige et le monde du spectacle. Il fait écho au procédé d'assujettissement que possédait l'autorité — et donc à travers elle les divers divinités — sur les événements culturels,.

### Les infrastructures culturelles gallo-romaines: une implantation hiérarchisée

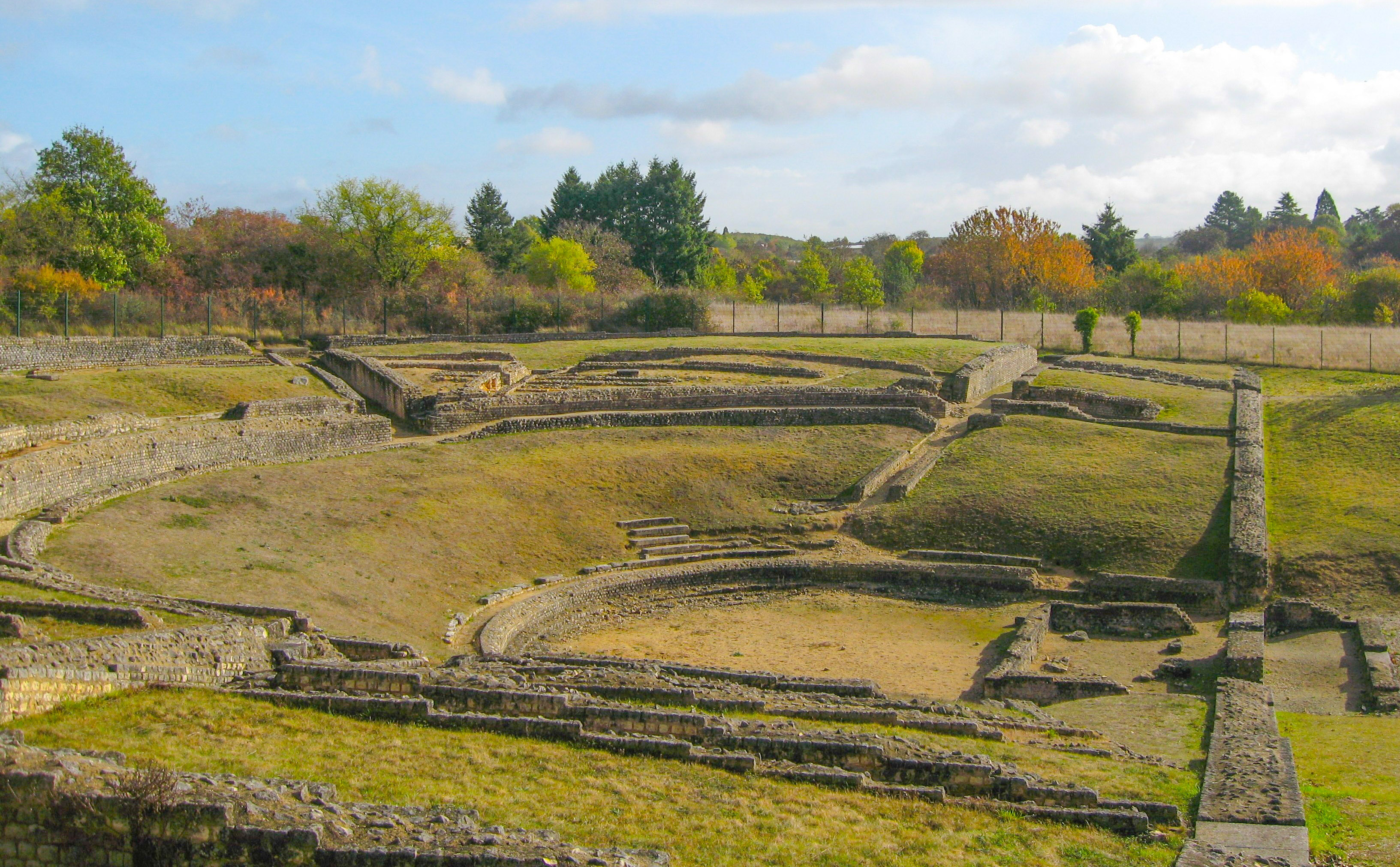
Vue générale du théâtre gallo-romain du site archéologique d'Argentomagus/Saint-Marcel, situé dans le département de l'Indre.

Concernant le domaine des attractions publiques, le paysage antique du territoire berrichon est significativement fourni : on a recensé une dizaine de constructions dévolues aux activités du spectacle. Les érections de celles-ci sont attestées au cours des Ier et IIe siècles ap. J.-C. La capitale biturige est dotée d'un amphithéâtre, tandis que l'on dénombre six théâtres répartis sur des sites urbains antiques de moindre importance. En revanche, on constate que parmi ses six sites secondaires, trois sont pourvus d'une arène: Drevant, Aquae Neris/Néris-les-Bains et Argentomagus/Saint-Marcel. Pour la période gallo-romaine, on a objectivé que ces trois oppida apparaissaient comme étant des centres politiques et économiques influents et d'intérêt majeur au sein de la cité biturige. Concrètement, on discerne une répartition des édifices culturels assujettie par la structure de l'organisation urbaine du territoire.
Des sources écrites, telles que des rapports commerciaux, urbanistiques ou encore comptables, et par ailleurs contemporaines aux édifications des lieux de spectacles, accréditent cette thèse. De facto, la quantité de résidences de notables, c'est-à-dire les principaux pourvoyeurs de fonds nécessaires à l'émergence de ces monuments, semble être régulièrement proportionnelle à l'envergure du pôle urbain.
D'autre part, certaines données archéologiques, obtenues par le biais de fouilles effectuées sur ces vestiges monumentaux, avalisent également ce postulat. Les théâtres des centres urbains tertiaires présentent les dimensions les plus faibles: pour exemple celui de Neuvy-sur-Barangeon, dont le diamètre est approximativement de 60 mètres. À contrario, les pôles urbains secondaires s'octroient des édifices culturels dont les mensurations sont significativement imposantes: c'est le cas du théâtre de l'oppidum de Levroux dont le rayon est d'environ 50 mètres. L'amphithéâtre sis à la capitale biturige suit cette logique hiérarchisée: son diamètre avoisine les 120 mètres. En outre, les matériaux constituants les ouvrages à gradins se voient également soumis aux règles de dotation. Les deux lieux de spectacles sis à Argentomagus sont conçus en pierre taillée, élément architectural onéreux. À ceci, le théâtre de l'oppidum de Baugy, centre urbain gallo-romain de type tertiaire, oppose un substrat de construction indubitablement moins coûteux: en l'occurrence le bois.
En dépit d'un processus de subordination des lieux de spectacle induit par le maillage urbain de la civitas biturige cubi et d'une prééminece du pouvoir sacerdotal, la physionomie culturelle de cette dernière affiche un caractère riche de par sa diversité et abondant de par le nombre d'infrastructures consacrées aux arts du spectacle. Au cours de la période gallo-romaine, seule une cité telle que celle des Trois Gaules tient la comparaison. Ainsi les ludi scaenici, les munera, ou encore les venationes, se trouvent largement diffusés au sein du territoire biturige et participent de la vie culturelle de ses concitoyens.

### La monnaie

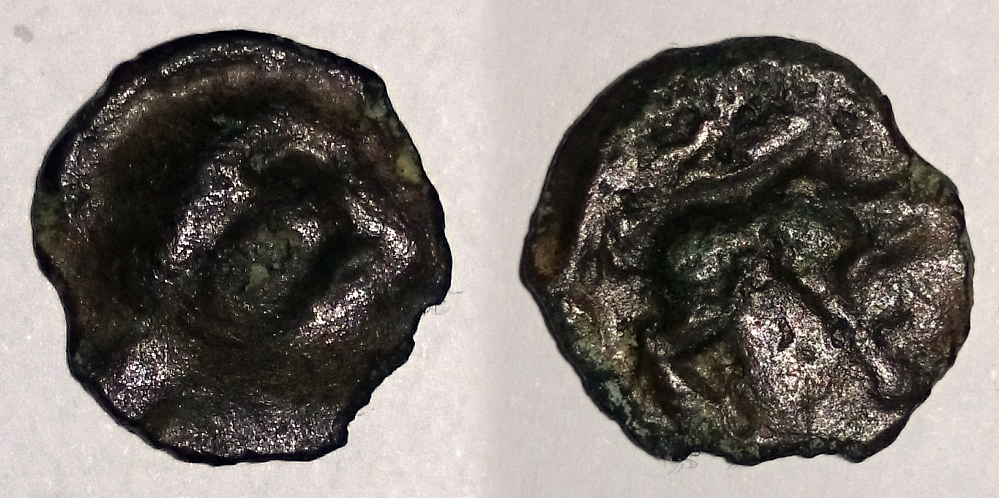
Potin au sanglier et à la tête casquée, généralement attribué au peuple des Bituriges Cubes

Comme la plupart des autres peuples de Gaule, les Bituriges cubes développent, à l'époque de l'indépendance, un monnayage tri-métallique. Parmi les monnaies attribuées aux Bituriges, on peut mentionner les bronzes à légende ABVDOS - légende également présente sur des statères d'électrum - ceux à la légende VANDIINOS ou les potins dits « au taureau chargeant ». Les Bituriges ont également frappé un certain nombre de monnaies d'argent anépigraphes comportant une tête de profil sur l'avers et un cheval entourés de différents motifs - annelets, glaive, pentagramme ou fleuron - sur le revers.
Au moins un coin monétaire attribué aux Bituriges cubes est connu. Il a curieusement été retrouvé sur un oppidum arverne.

### Artisanat

#### Le travail des métaux
Les forges mentionnées par Strabon et découvertes par l'archéologie sont un des artisanats bien maîtrisés par le peuple biturige. La découverte de l'étamage leur est attribuée.
Pline l'Ancien évoque une technique de plaquage de « plomb blanc » sur des objets en bronze - probablement une forme d'étamage - dont les Bituriges seraient les inventeurs. Le résultat de cette opération permet, selon Pline, d'obtenir des objets imitant l'argent.
L'artisanat métallurgique biturige se distingue par son acquisition remarquablement précoce de la technique par réduction directe. L'obtention du fer pur via son substrat le minerai de fer, est attestée dès la période laténienne moyenne et finale sur l'aire d'occupation berrichonne,,,. Lors de la conquête de la Gaule, Jules César notifie dans ses rapports militaires et mémoires, le haut potentiel de production métallifère dont est pourvue la civitas biturige,,.
Des vestiges de fourneaux datant du IIe et Ier siècle av. J.-C. ont été mis au jour notamment sur la frange septentrionale de l'agglomération antique de Bourges/Avaricum, au sein du site d'Argentomagus/Saint-Marcel, mais également dans l'aire occidentale de la cité. Ces derniers se localisent exclusivement à proximité de massifs forestiers, suggérant ainsi d'un recours systématique au charbon de bois, matériau combustible indispensable au procédé de purification ferrique. Des fragments de minerai de fer et de scories, contemporains de ses dispositifs, les accompagnent de manière récurrente. Plus rarement, ces restes de complexes artisanaux se voient également associés à des outils permettant l'ouvrage des métaux, tels que des masses, des pinces de forgeron, ou encore des marteaux.
On estime à environ une douzaine le nombre d'ateliers de forge au cours de la période pré-césarienne. Au long de l'époque gallo-romaine, la quantité de forges bituriges subit un accroissement exponentiel,.
D'autre part, il faut souligner que cet avantage productif s'appuie sur un remarquable réseau de mines. Fréquemment associés aux sites d'artisanat destinés au travail du fer, les bassins miniers bituriges constituent une ressource d'exploitation globalement abondante.
Enfin, outre une très substantielle quantité d'agglomérats de fer purifié, les fouilles archéologiques du territoire berrichon antique ont permis de livrer un nombre notable de barres ferreuses moulées. Ces éléments, principalement mis au jour in situ des plus importants centres urbains bituriges ainsi qu'au voisinage des manufactures métallifères, indiqueraient l'existence d'un dispositif commercial du produit fini relativement conséquent. En dépit du fait que le commerce des lingots de fer pur semble essentiellement se concentrer sur la cité biturige, des exportations significatives ont été réalisées via les principales voies de la Gaule laténienne finale et post-césarienne,.
Ce dernier constat met en exergue l'importance que revêt la manufacture métallifère biturige au sein de l'économie de la cité.

#### Le travail de la pierre
Ce domaine n'ayant été l'objet d'une attention appuyée de par les Modèle:Spécialistes trop récente, la documentation archéologique sur l'exploitation artisanale de la pierre demeure globalement incomplète. Néanmoins, on peut distinguer certaines lignes caractéristiques et spécifiques de l'industrie minérale biturige.
Au travers des analyses géologiques, on a pu déterminer que le sol berrichon dispose d'une morphologie sédimentaire variée, avec une zone septentrionale et centrale de nature à dominante calcifère accompagnée de contextes pédologiques de type sablonneux et marnier, et une frange méridionale étant pourvue d'un substrat rocheux d'origine métamorphique,. Les principaux sites d'extraction pierreuse antiques se trouvent en définitive essentiellement calcaires et sont associées à des petites manufactures de taille de la pierre. Pour ce type de carrière, et dans certains cas, tels qu'à Chassy, Laverdines, Saint-Christophe-le-Chaudry, ou encore Charly, tous cinq localisés dans le Cher, il s'agit d'une pierre caliciforme oolithique. En raison de ses propriétés granuleuses particulièrement fines, ce matériau est privilégié pour la sculpture et l'édification de structures de type domestique, communautaires ou publiques, au cours des périodes laténienne puis gallo-romaine du peuple biturige. Certains de ces ateliers destinés à la taille de cette pierre calcaire auraient notamment fourni la matière première à nécessaire à l'ouvrage des stèles de Saint-Ambroix-sur-Arnon/Ernodurum, mais également des sculptures céphaliques, vestiges d'œuvres en pied des divinités romaines Apollon, Mars et Mercure,,. Dans une moindre mesure, d'autres cas d'exploitations de roches calcaire aux caractéristiques granulométriques plus grossières, ont été relevées dans le domaine de géographique de l'Ambrault, localisé dans l'Indre, comme au sein des communes de Tendu et Pont-Chrétien-Chabenet.
Par ailleurs, on peut également souligner une utilisation non négligeable du grès et particulièrement du grès rose bigarré. Ce type de minéral, doté d'une haute qualité de tribofinition, a été travaillé par les carriers bituriges afin de produire notamment des ustensiles quotidiens, ou encore des outils artisanaux tels que des disques rotatifs à abrasion,. En outre, on peut noter que la sculpture dédiée à Jupiter et découverte sur le site de Saint-Christophe-en-Chaudy, dans le Cher, a été mise en œuvre au moyen de ce substrat minéral,,. Les sondages archéologiques réalisés sur ce même site ont révélé une importante grésière comportant notamment, des meulières, divers outils manufacturiers, et des artéfacts de sculpture encore inachevés, voire encore à l'état d'esquisses,.
Toutefois, on peut objecter qu'à la différence du travail attenant à la pierre calcaire, l'exploitation grésière et la manufacture de ce type de roche ne se soient réellement enracinées au sein de la société biturige cubi seulement au cours de la période gallo-romaine biturige cubi. Cet élément met en perspective une très probable assimilation technique par le biais du processus de romanisation dont la civitas aurait été l'objet postérieurement à la conquête de la Gaule. En revanche, ce constat n'occulte pas le remarquable savoir-faire des manufacturiers carriers et/grésiers bituriges. Au contraire, la technique de mise en œuvre et la stylistique de ces derniers, semblent avoir été particulièrement appréciées au cours de l'époque gallo-romaine. Ces artisans maîtrisaient fréquemment le façonnage de la pierre de grès rose bigarré, de la pierre calcaire oolithique à grain fin et du calcaire de la champagne berrichonne, lequel est pourvu d'un grain plus épais. En outre, ceux-ci avaient la capacité de pourvoir des commandes tant de style romain que de style gallo-romain. En témoignent les analyses et observations comparatives réalisées sur la fameuse statuaire de Jupiter en grès d'Avaricum; celles en calcaire oolithique représentant les têtes d'Apollon, Mars et Mercure d'Argentomagus ; ou encore la statue assise de Cybèle en calcaire à grain épais, également d'Argentomagus: ces ouvrages, relativement contemporains auraient toutes pour provenance commune le site de la manufacture antique de Saint-Christophe-le-Chaudry, dans le Cher,.
Aux dernières estimations, le panorama général des vestiges carriers antiques fait état d'une douzaine d'occurrences. Ce corpus archéologique se compose de sept sites à pierre calcaire et cinq individus à pierre de grès — dont trois sont pourvus d'instruments et/ou de œuvres statuaires façonnées —.
Nonobstant une lecture inachevée du territoire berrichon dans cette discipline, l'artisanat biturige de la pierre semble manifester de propriétés industrielles avantageuses tant en termes de ressources d'exploitation qu'en termes de technique de mise en œuvre,.